# Trujillo (España)

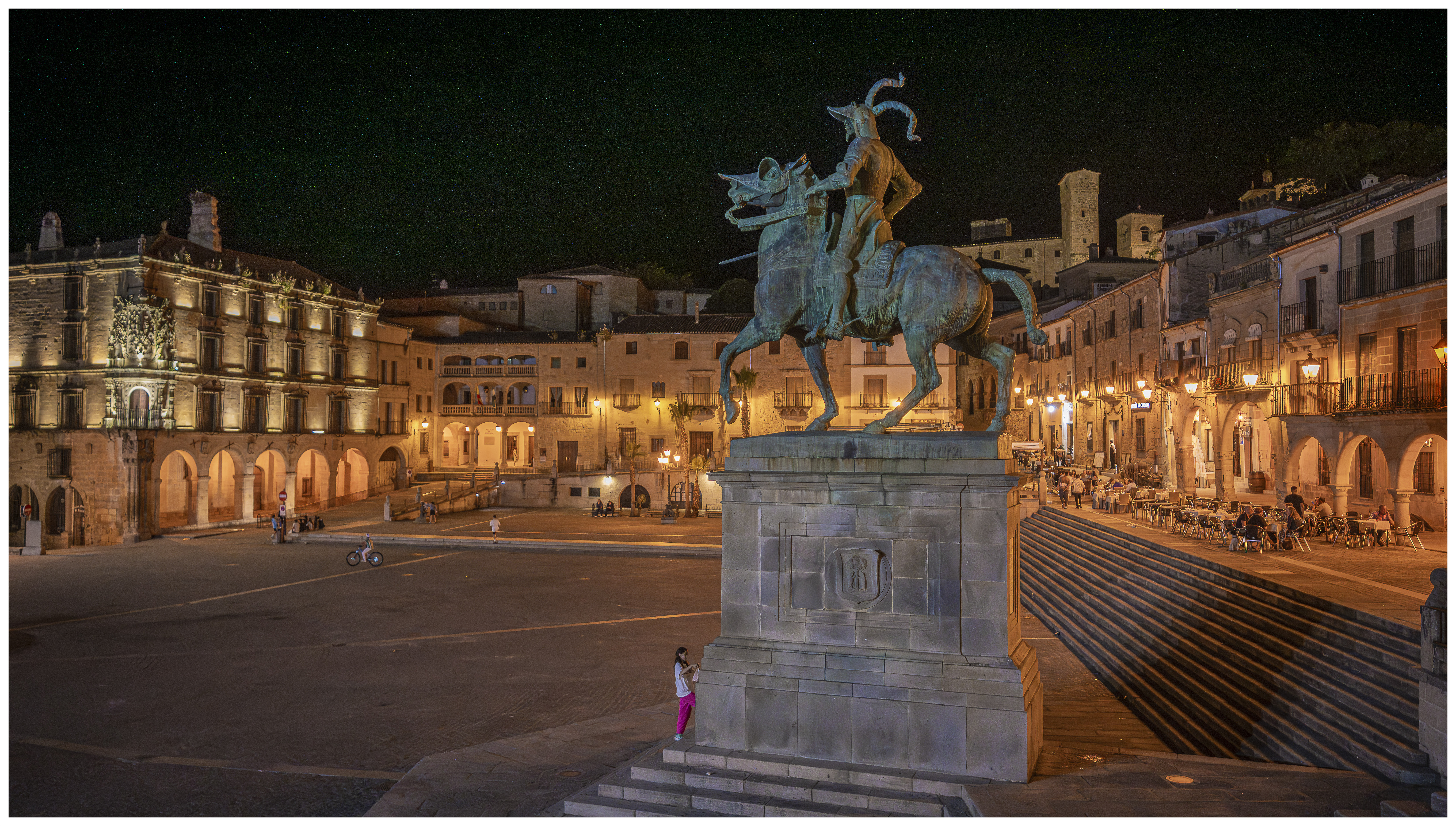
Monumento a Pizarro. Vista Nocturna

Trujillo es un municipio y ciudad española de la provincia de Cáceres, en la comunidad autónoma de Extremadura. Ocupa una extensión de 649,53 km² en la que se incluyen los núcleos de población de Belén, Huertas de Ánimas, Huertas de la Magdalena y Pago de San Clemente además de fincas y dehesas que rodean la ciudad. Con 8619 habitantes (INE 2024), es la sexta localidad más poblada de la provincia. Trujillo es la capital de la mancomunidad Comarca de Trujillo y del partido judicial de Trujillo. Está comunicado con Badajoz y Madrid por la autovía A-5, con Cáceres por la autovía A-58 y con Plasencia por la EX-208 que, a su vez, atraviesa el parque nacional de Monfragüe.
Trujillo pasó de poblado romano a ciudad medieval y ha obtenido los títulos de Ciudad Muy Noble, Muy Leal, Insigne y Muy Heroica. Desde 1528 fue la capital de la provincia de Trujillo, integrada como partido de la provincia de Salamanca en 1591, hasta la creación de la provincia de Extremadura en 1653. En la localidad nacieron, entre otros, Francisco Pizarro, conquistador del Perú, cuya escultura ecuestre se levanta en la plaza Mayor, y Francisco de Orellana, descubridor del río Amazonas.
Su importancia histórica, su situación, su entorno natural y su gastronomía han hecho de Trujillo un importante centro turístico de Extremadura. De sus monumentos, algunos de ellos protegidos, destacan el castillo (antiguo alcázar árabe), la iglesia de Santa María la Mayor (siglo XIII) y los palacios de la plaza Mayor. Además, en Trujillo se celebran dos fiestas de interés turístico regional, el Chíviri y la Semana Santa Trujillana, y otros eventos como la Feria Nacional del Queso y la Feria Agroganadera.

## Toponimia
La ciudad de Trujillo ha recibido los nombres de Turaca/Turacia, Turgalium, Torgiela, Troxiello, Trugillo y Trujillo a lo largo de la Historia. Según varios estudios, Turaca o Turacia era el nombre prerromano de la ciudad. Posteriormente, en la época romana se llamó con la voz latina Turgalium. En la evolución de Turgalium al actual topónimo de Trujillo debió haber una influencia árabe o mozárabe, pues de lo contrario la evolución natural de la palabra hubiera dado lugar a Trugajo o Trugallo en lugar de Trujillo.
Trujillo además da nombre a varias localidades de América, fundadas por personas originarias de la ciudad española como Trujillo (Honduras) (1525), Trujillo (Perú) (1535), Trujillo (Venezuela) (1556), Trujillo Alto (Puerto Rico) (1801) y Trujillo (Colombia) (1922). En España hay otros tres núcleos de población que comparten toponimia con Trujillo: Trujillos en el municipio granadino de Montillana, Trujillo en el municipio canario de Moya y Trujillo en el municipio sevillano de Alcalá de Guadaíra.

### Gentilicio
El gentilicio de la ciudad es trujillano o trujillana. El diccionario de la Real Academia Española aclara que también es el gentilicio de las ciudades de Trujillo (Perú) y Trujillo (Venezuela), así como del estado del que esta última es capital. En la provincia de Badajoz hay un municipio llamado Trujillanos, cuyo topónimo deriva del hecho de que sus primeros pobladores fueron trujillanos.

## Símbolos

### Escudo
El escudo heráldico de Trujillo es uno de los escudos más antiguos de Extremadura, pues se usa desde finales de la Edad Media, cuando fue confirmada una versión inicial por San Fernando. La versión actual del escudo fue confirmada en 1880 por el rey Alfonso XII con la siguiente descripción.

En campo de plata una imagen de Nuestra Señora de la Victoria con el niño Jesús en los brazos, puesta encima de una muralla almenada y acostada de dos torres, todo de gules y mazonado de plata el cual, fue confirmado por el Santo Rey Fernando III de Castilla.

Una descripción más exacta del escudo se extrae del escudo de Navalvillar de Pela, antigua pedanía trujillana que en 1988 adoptó sus armas incluyendo las de Trujillo en su primer cuartel. La descripción es la siguiente:

De plata, una muralla de gules, mazonada de sable y acostada de dos torres de lo mismo, aclaradas de campo. Surmontada de un brochante de oro cargado con la figura de la Virgen María, de plata con manto de azur y el Niño Jesús, de plata. Al timbre, Corona Real abierta.

### Títulos honoríficos
En 1892, con motivo del cuarto centenario del Descubrimiento de América, el Gobierno de España concedió al municipio de Trujillo el título de «Excelencia» en homenaje a Francisco Pizarro. En 1997, la Junta de Extremadura le concedió además el título de Insigne y Muy Heroica.

## Geografía
Se encuentra en el centro de la provincia de Cáceres y es la capital de la comarca de Trujillo. Se localiza a 45 kilómetros de la capital provincial.
El término municipal de Trujillo ocupa una superficie de 649,53 km² y está dividido en tres partes. La parte más extensa es en la que alberga el núcleo de Trujillo y los arrabales de Belén, Huertas de Ánimas, Huertas de la Magdalena y Pago de San Clemente. Esta parte tiene los siguientes límites:
| Noroeste: Talaván y Cáceres               | Norte: Monroy, Torrejón el Rubio y Jaraicejo          | Noreste: Jaraicejo y Torrecillas de la Tiesa |
| Oeste: Santa Marta de Magasca y La Cumbre |                                                       | Este: Torrecillas de la Tiesa y Madroñera    |
| Suroeste: La Cumbre                       | Sur: Santa Ana, Ibahernando y Santa Cruz de la Sierra | Sureste: Herguijuela                         |

Además de esta parte principal, el término municipal tiene dos enclaves:
- El mayor de ellos, con unas 3450 ha, situado entre Santa Marta de Magasca, La Cumbre, Plasenzuela y Cáceres comprendiendo fincas como La Matilla de los Almendros y Casillas.
- El más pequeño, con unas 760 ha, entre La Cumbre, Plasenzuela, Ruanes y Santa Ana con fincas como la Dehesa de Piedra Hitilla y Valdecarrizales.

Dentro del territorio trujillano, a modo de enclave, se encuentra el municipio de La Aldea del Obispo.

### Hidrografía y orografía

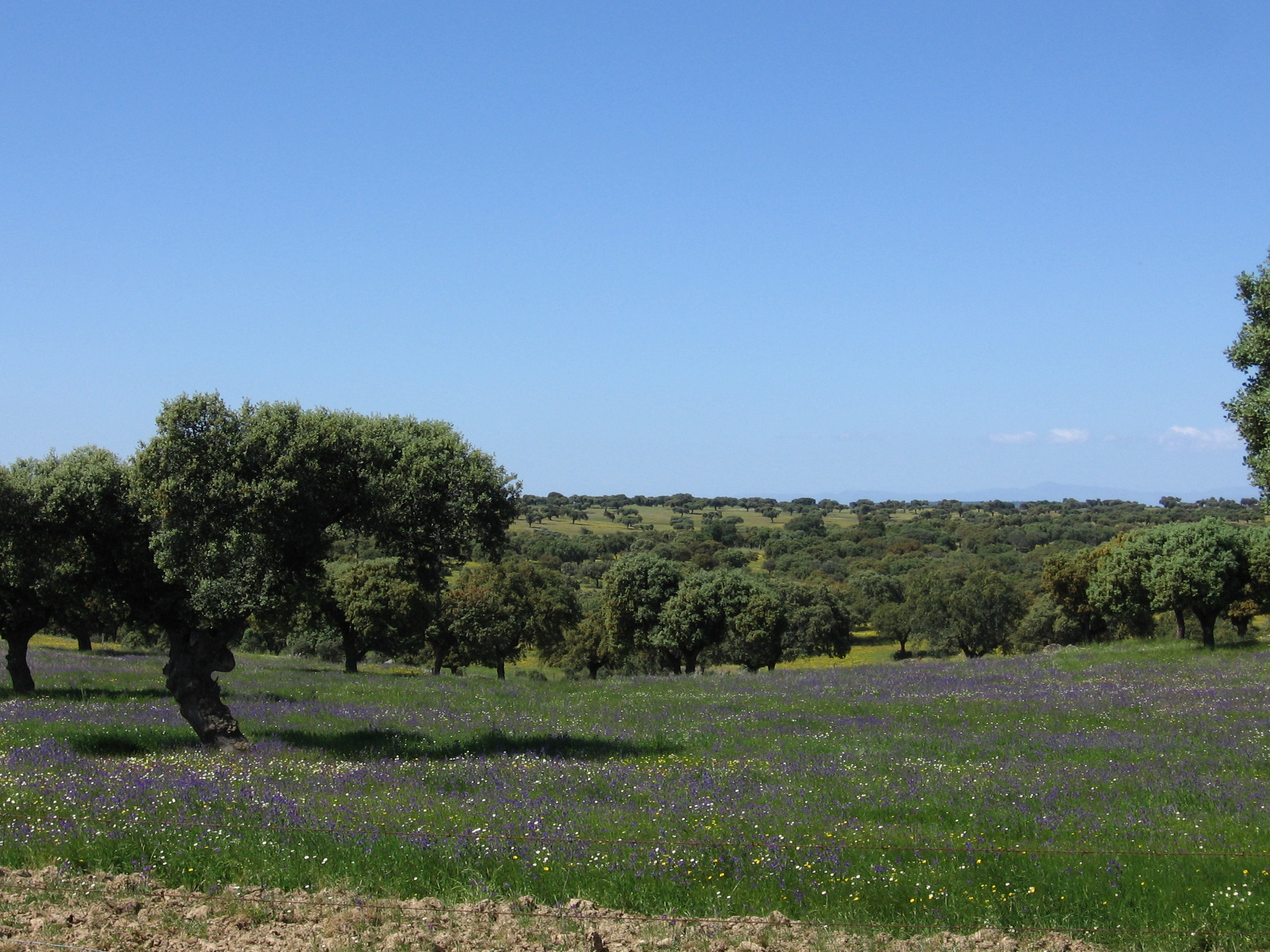
Dehesa en los alrededores de Trujillo

La ciudad de Trujillo se encuentra al este de la penillanura trujillana, que tiene continuación por el oeste con los Llanos de Cáceres y limita al este con Las Villuercas y la sierra de Guadalupe, al sur con la sierra de Montánchez y al norte con el río Almonte. El principal río de Trujillo es el río Almonte, afluente del río Tajo que marca el límite norte del municipio. Su afluente el río Tamuja marca el límite con el municipio de Cáceres. Al suroeste del término pasan afluentes del Tamuja como el río Magasca y el río Gibranzos. Al norte del término pasa otro afluente del Almonte, el río Tozo. El río Marinejo, afluente del Tozo, pasa al este del término.
La ciudad se alza a 564 m sobre el nivel del mar, sobre un promontorio rocoso de naturaleza granítica, el cerro Cabeza de Zorro. Su peculiaridad es que es el más elevado de los varios que existen en los alrededores inmediatos. En el territorio, la altura media ronda los 450 m, aunque a orillas del río Almonte, al noroeste, tan solo se alcanzan los 275 m.
Los tipos de usos del suelo existentes en el territorio son los siguientes:
- Pastizales arbolados: bajo esta denominación se incluye la extensa superficie de pastizales, que en forma de dehesas aparecen repartidos en diversos enclaves del término municipal. Estos pastizales son aprovechados como sustento para una importante cabaña ganadera, ovina y vacuna, tanto de ganados locales como invernantes de territorios del norte. Se trata de los suelos con mayor valor ecológico y faunístico de la ciudad.
- Cultivos de secano: se trata de tierras cultivadas de forma extensiva, destinadas a cultivos herbáceos de secano, siendo el cereal el cultivo dominante, en parcelas de tamaño medio. De productividad media debido a las características del suelo, estos secanos ofrecen valor faunístico añadido como áreas de campeo y reproducción a ciertas especies de avifauna.
- Eriales y pastizales: en todo el término municipal, y principalmente en las zonas de campiña, aparecen de forma dispersa una serie de suelos ocupados por pastizal no arbolado o por eriales no productivos. Estas áreas representan un estadio de sucesión de los cultivos de secano abandonado o zonas donde la vegetación arbórea ha desaparecido, además de los eriales que representan los cultivos de secano en barbecho o transitoriamente improductivos.
- Arbolado de ribera: a lo largo de las riberas de los ríos y arroyos que discurren por el territorio de Trujillo se desarrolla una interesante vegetación arbórea de ribera dominada por los chopos, sauces y fresnos y acompañada de un cortejo florístico de arbustos y matorrales ripícolas. La importancia de esta vegetación asociada a los cursos de agua va desde su papel regulador de los equilibrios hidrológicos de los cauces, a su importante función como refugio para la fauna y flora local.
- Repoblaciones: existen unas manchas de eucalipto, poco significativas a nivel municipal en zonas dispersas con un uso exclusivamente maderable.[16]

### Clima
De acuerdo a los datos de la tabla a continuación y a los criterios de la clasificación climática de Köppen modificada el clima de Trujillo es mediterráneo de tipo Csa (templado con verano seco y caluroso).
| Parámetros climáticos promedio de Trujillo en el periodo 1961-2001                                                                               | Parámetros climáticos promedio de Trujillo en el periodo 1961-2001 | Parámetros climáticos promedio de Trujillo en el periodo 1961-2001 | Parámetros climáticos promedio de Trujillo en el periodo 1961-2001 | Parámetros climáticos promedio de Trujillo en el periodo 1961-2001 | Parámetros climáticos promedio de Trujillo en el periodo 1961-2001 | Parámetros climáticos promedio de Trujillo en el periodo 1961-2001 | Parámetros climáticos promedio de Trujillo en el periodo 1961-2001 | Parámetros climáticos promedio de Trujillo en el periodo 1961-2001 | Parámetros climáticos promedio de Trujillo en el periodo 1961-2001 | Parámetros climáticos promedio de Trujillo en el periodo 1961-2001 | Parámetros climáticos promedio de Trujillo en el periodo 1961-2001 | Parámetros climáticos promedio de Trujillo en el periodo 1961-2001 | Parámetros climáticos promedio de Trujillo en el periodo 1961-2001 |
| Mes | Ene.                                                               | Feb.                                                               | Mar.                                                               | Abr.                                                               | May.                                                               | Jun.                                                               | Jul.                                                               | Ago.                                                               | Sep.                                                               | Oct.                                                               | Nov.                                                               | Dic.                                                               | Anual                                                              |
| --- | ------------------------------------------------------------------ | ------------------------------------------------------------------ | ------------------------------------------------------------------ | ------------------------------------------------------------------ | ------------------------------------------------------------------ | ------------------------------------------------------------------ | ------------------------------------------------------------------ | ------------------------------------------------------------------ | ------------------------------------------------------------------ | ------------------------------------------------------------------ | ------------------------------------------------------------------ | ------------------------------------------------------------------ | ------------------------------------------------------------------ |
| Temp. máx. media (°C) | 10.5                                                               | 12.2                                                               | 15.7                                                               | 19.0                                                               | 22.5                                                               | 28.9                                                               | 33.4                                                               | 32.5                                                               | 28.0                                                               | 21.2                                                               | 14.7                                                               | 10.8                                                               | 20.8                                                               |
| Temp. media (°C) | 6.6                                                                | 7.8                                                                | 10.7                                                               | 13.3                                                               | 16.5                                                               | 21.8                                                               | 25.5                                                               | 24.9                                                               | 21.5                                                               | 15.8                                                               | 10.5                                                               | 7.1                                                                | 15.2                                                               |
| Temp. mín. media (°C) | 2.7                                                                | 3.3                                                                | 5.7                                                                | 7.6                                                                | 10.4                                                               | 14.7                                                               | 17.5                                                               | 17.3                                                               | 14.9                                                               | 10.4                                                               | 6.2                                                                | 3.3                                                                | 9.5                                                                |
| Precipitación total (mm) | 67.9                                                               | 70.4                                                               | 51.1                                                               | 60.6                                                               | 51.4                                                               | 33.0                                                               | 6.8                                                                | 9.6                                                                | 39.7                                                               | 64.6                                                               | 86.3                                                               | 81.6                                                               | 623.1                                                              |
| Fuente: Ministerio de Agricultura, Alimentación y Medio Ambiente. Datos de precipitación y de temperatura para el periodo 1961-2001 en Trujillo. |                                                                    |                                                                    |                                                                    |                                                                    |                                                                    |                                                                    |                                                                    |                                                                    |                                                                    |                                                                    |                                                                    |                                                                    |                                                                    |

### Espacios naturales protegidos
En el término municipal de Trujillo existen hábitats naturales de importancia para la biodiversidad. Estos hábitats aparecen recogidos en el Anexo I de la Directiva 92/43/CEE:
- Zonas subestépicas de gramíneas y anuales (Thero-Brachypodietea)
- Estanques temporales mediterráneos
- Matorrales termomediterráneos y pre-estépicos
- Dehesas de Quercus suber o Quercus ilex
- Prados mediterráneos de hierbas altas y juncos (Molinion-Holoschoenion)

Trujillo cuenta además con varias zonas de especial protección para las aves (zonas ZEPA):
- Colonias de cernícalo primilla de Trujillo
- Llanos de Trujillo
- Magasca
- Charca La Torre
- Riberos del Almonte
- LIC Río Almonte

## Historia

### Prehistoria y Edad Antigua
En la ciudad se conservan restos prehistóricos y prerromanos, tales como puntas de flecha magdalenienses, perforadores, hachas pulimentadas y pinturas esquemáticas. En los alrededores del río Almonte y de sus afluentes se establecieron castros defensivos que funcionaban como fortalezas naturales. El hecho de asentarse el lugar sobre un batolito de granito, que alberga un abundante material de construcción y grandes cantidades de agua, favoreció el poblamiento temprano del lugar.
En tiempos de los romanos, el lugar fue conocido como Turgalium y llegó a ser una prefectura estipendiaria de la capital lusitana, Augusta Emerita, en la calzada que unía esta ciudad con Caesaraugusta. Tanto en Trujillo como en municipios vecinos se conservan numerosos restos romanos.

### Edad Media
Posteriormente fue poblada por pueblos bárbaros (principalmente visigodos) aunque la mayoría de la población siguió siendo hispanorromana. Más tarde llegaron los musulmanes, pasando a ser una de las principales poblaciones de la región de influencia gobernada desde Badajoz (que llegó incluso a formar uno de los reinos de taifas). La Reconquista hizo de Trujillo un lugar estratégico para los dos bandos enfrentados, pues ya en la época califal se construyeron la fortaleza, los aljibes y parte de la muralla. Trujillo, llamada por los musulmanes Turyila, Taryalah o Turyaluh, fue una importante medina que pertenecía a la cora de Mérida y que funcionaba como lugar defensivo y centro de comercio.
En 1165 la ciudad pasó a estar controlada brevemente por el caballero portugués Gerardo Sempavor, si bien en el año 1167 la perdió a manos del rey Fernando II de León, que integró Trujillo en el Reino de León hasta el año 1173, en que los musulmanes retomaron el control de la localidad tras una nueva ofensiva.
Por otro lado, cabe apuntar que la tenencia leonesa de Trujillo se hizo en forma de señorío semiindependiente a cargo de Fernando Rodríguez de Castro, a quien Fernando II le cedió el control y defensa de la localidad, que estuvo en manos de este miembro de la Casa de Castro hasta la ofensiva musulmana de 1173. Este señorío abarcaba un territorio que se extendía entre los ríos Tajo y Guadiana, y entre otras localidades, comprendía las de Montánchez, Santa Cruz de la Sierra y Monfragüe.
Tras la conquista musulmana de Trujillo del año 1173, en el año 1186 Pedro Fernández de Castro (hijo del mencionado Fernando Rodríguez de Castro) retomó el control cristiano sobre la ciudad, volviendo a tomar para los Castro el señorío sobre la Tierra de Trujillo que Fernando II de León había donado a su padre, fallecido en 1185. No obstante, tras declararse Pedro Fernández de Castro vasallo del rey Alfonso VIII de Castilla, este cederá el control de la Tierra de Trujillo a las Órdenes Militares de Santiago y San Julián de Pereiro, con el objetivo de que estas poblasen el territorio comprendido entre los ríos Tajo y Guadiana. Por su parte, un año después, en 1187, Fernández de Castro consignaba en su testamento que, en caso de que falleciese sin dejar descendencia, todos sus castillos situados en la Extremadura leonesa pasarían a ser de la Orden de Santiago, si bien insertando la condición in ipso pacto quod habeo cum domino rege Aldefonso, la cual implicaba que los castillos no podrían usarse ni por leoneses ni por castellanos para atacar al rey de Castilla.

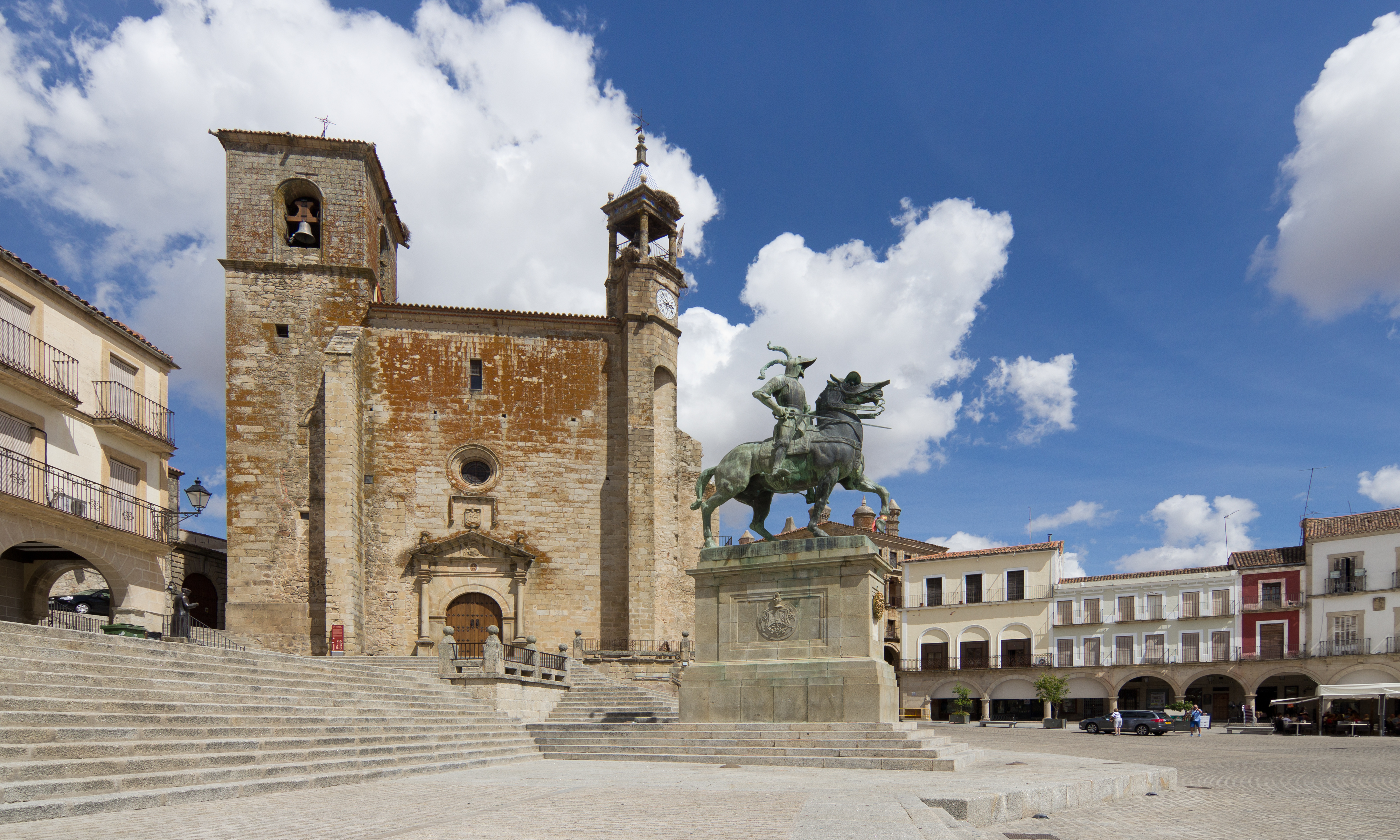
Plaza Mayor

En todo caso, el Imperio almohade retomó el control sobre Trujillo en el año 1196, reteniendo los musulmanes la localidad hasta el año 1233, cuando un ejército formado por fuerzas de las Órdenes Militares y del obispo de Plasencia tomó la ciudad de Trujillo tras varios meses de sitio iniciados en 1232. En este asedio, el rey andalusí Abu Abdellah ibn Hud acudió a la petición de socorro de los sitiados, pero se retiró sin hostigar a los sitiadores, ante la dificultad táctica de deshacer dicho cerco. Así, el 25 de enero de 1233, un grupo de soldados encabezados por el mozárabe Fernán Ruiz Altamirano, con la participación de las Órdenes Militares de Alcántara, Santiago y el Temple, reconquistaron definitivamente la villa, que pasó con ello a formar parte de la corona castellano-leonesa con Fernando III.
Al margen de los hechos históricos propiamente dichos, cuenta la leyenda que la Virgen de la Victoria se apareció a los soldados cristianos en el Arco del Triunfo antes de que consiguieran reconquistar la ciudad, venciendo a los árabes que había en ella, anticipándoles el resultado de la batalla.
Tras su definitiva conquista cristiana, Trujillo recibió un fuero propio, concedido por el rey Alfonso X el Sabio, el 26 de julio de 1256, otorgándosele el control sobre un amplio alfoz que limitaba con los de Plasencia, Cáceres y Medellín, con las órdenes militares de Santiago y Alcántara y con las tierras de Talavera de la Reina y Toledo. En lo que concierne a este alfoz, Trujillo ejerció un férreo señorío jurisdiccional sobre sus aldeas, que eran 22 en 1485, año en el que ya se habían separado de Trujillo las tierras del monasterio de Guadalupe y villas como Cabañas del Castillo u Orellana la Vieja.
Posteriormente, en el año 1430, el rey Juan II de Castilla le concedió a Trujillo el título de ciudad. Por otro lado, aunque desde 1232 era una villa de realengo (lo cual suponía una dependencia directa de la Corona), la ciudad sufrió algunos breves intentos de señorialización, como la concesión a Álvaro de Zúñiga y Guzmán en 1469 y la concesión a Juan Pacheco en 1474. En 1465, el rey Enrique IV de Castilla concedió a la ciudad un mercado franco. Cabe reseñar, asimismo, que tuvo importancia su barrio judío ubicado ya fuera de los potentes muros medievales. Trujillo, con el crecimiento de la población, poco a poco se fue extendiendo fuera del recinto amurallado. Uno de los lugares principales que se formaron fue la actual plaza Mayor que, después de la vuelta de algunos de los numerosos hombres que marcharon a América, fue engalanada por majestuosos palacios.

### Edad Moderna

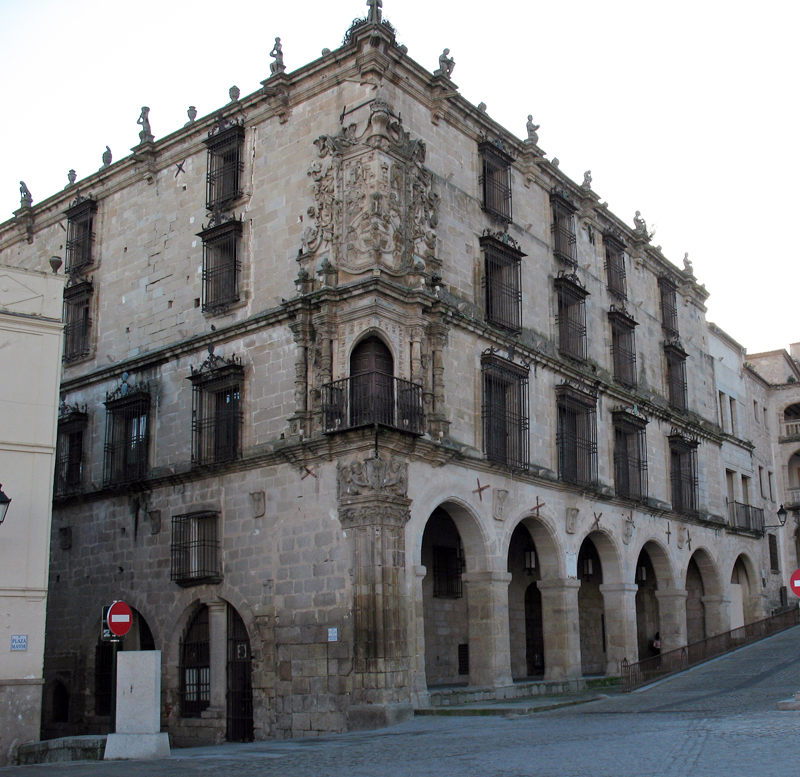
Palacio de la Conquista, construido en el

El siglo XVI fue una época muy importante para Trujillo. La población de la ciudad aumentó considerablemente, teniendo ya más de 5000 habitantes en las primeras décadas del siglo y aumentando aún más posteriormente. A pesar de ello, el Descubrimiento de América provocó una gran emigración de familias de trujillanos al continente recién descubierto. De Trujillo salieron importantes conquistadores y exploradores, como Francisco Pizarro, Diego García de Paredes (hijo) o Francisco de Orellana. De América volvieron a Trujillo un gran número de indianos, que con el dinero que obtuvieron construyeron destacadas casas y palacios que hoy son una importante atracción turística y llegaron a comprar cargos concejiles. El dinero indiano también permitió construir capillas y hospitales.
Durante la guerra de las Comunidades de Castilla se mantuvo leal a Carlos I. Los virreyes castellanos únicamente se inquietaron ante la actitud del alcalde de la fortaleza, que parecía dispuesto a entregarla a los comuneros. Tras la batalla de Tordesillas, sin embargo, reflexionó en su posición y a partir de allí la ciudad escapó, pues, a la influencia de los rebeldes.
Desde 1528, Trujillo fue capital de provincia, contando según el Censo de Pecheros de Carlos I, con 48 789 vecinos pecheros (el 6,75 % de la población de la Corona de Castilla). En 1591, el Censo de los Millones, reconoce la provincia de Trujillo como una de las provincias de España, a la que pertenecían un gran número de localidades de la actual Extremadura. Esta provincia no contaba con derecho a voto en las Cortes de Castilla, dependiendo a nivel administrativo de la de Salamanca.

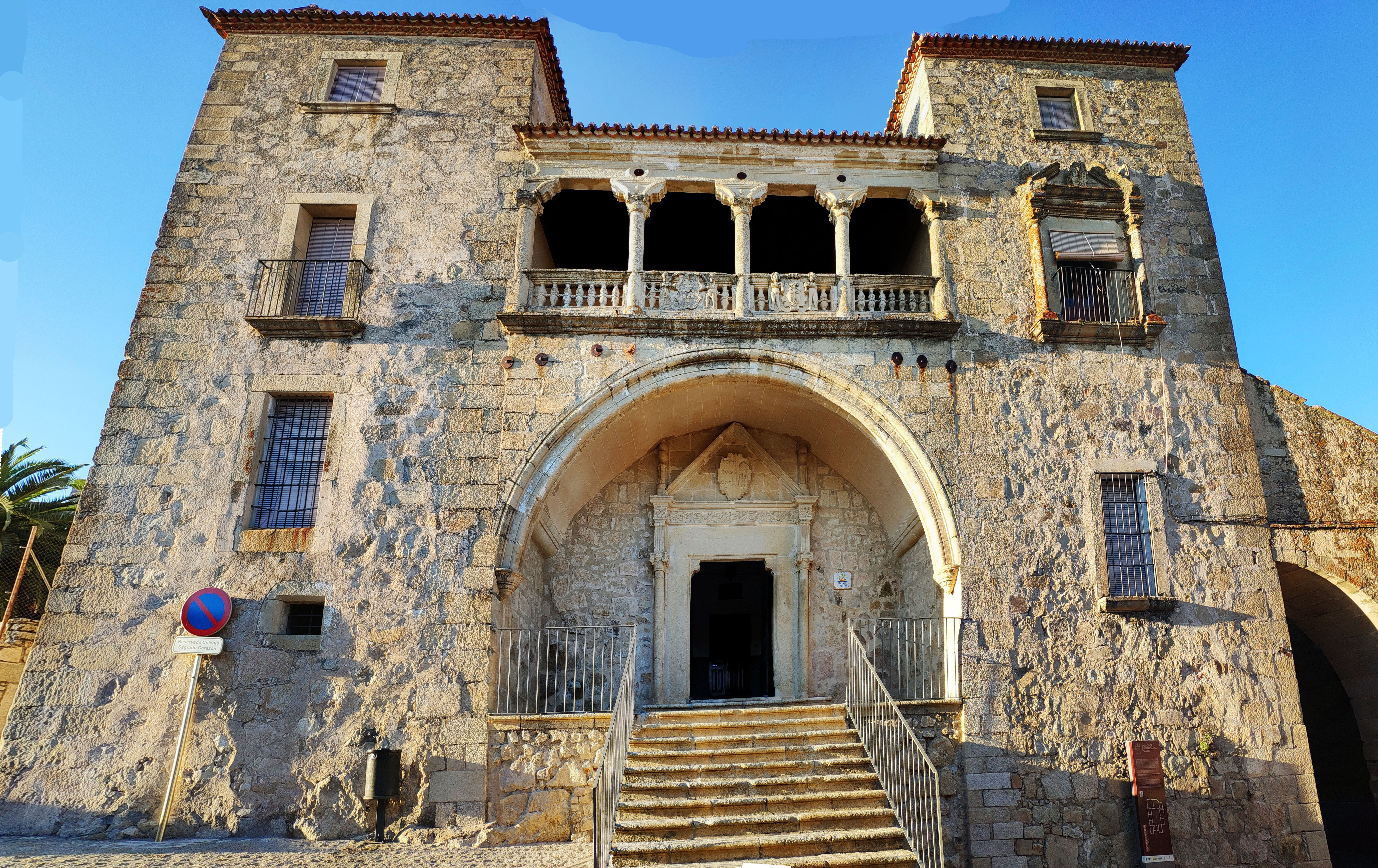
Palacio de Juan Pizarro de Orellana

En 1531 el concejo acordó construir una capilla en el castillo para venerar en ella a la imagen de la Virgen con el niño realizada por Diego Durán. El culto a la Virgen con el Niño se había iniciado en la parroquia de Santa María, bajo la advocación del Misterio de la Asunción. Fue la imagen de mayor devoción en Trujillo, hasta la construcción de esta.
Por otro lado y pese al aumento de la capacidad económica de algunos trujillanos, la economía de la ciudad se vio deteriorada como consecuencia de las ventas por parte de la Corona de algunos lugares que hasta entonces habían pertenecido a su alfoz. En 1538, Cañamero y Berzocana compraron su independencia. Garciaz hizo lo mismo en 1564, luego de que varios trujillanos compraran un gran lote de lugares del alfoz. En el siglo XVII fueron enajenados otros siete lugares.
En 1653 la ciudad se alió con Plasencia y otras localidades para la compra de un voto conjunto en las Cortes de Castilla y así recuperar poder administrativo.
En el siglo XVII y principios del siglo XVIII, la pérdida de su patrimonio, agravada por la crisis económica y por conflictos como la guerra de Restauración portuguesa y la guerra de Sucesión Española, provocó un descenso de la población que hizo que en el siglo XVIII se convirtiera en una ciudad semidesértica y llena de edificios ruinosos.

### Edad Contemporánea

#### SigloXIX
A partir de 1800, Trujillo fue perdiendo la importancia que había tenido en el pasado. Los estragos causados durante la guerra de la Independencia española, durante la cual Trujillo fue invadido, destruido y ocupado varias veces por las tropas napoleónicas, y la pérdida de población fueron catalizadores de este declive. No en vano, la reconstrucción de los daños que los invasores causaron en la ciudad se alargó hasta bien entrado el siglo XX.
En mayo de 1808, al inicio de la guerra de la Independencia española, el alcalde mayor de Trujillo, Antonio Martín Rivas, fue una de las primeras autoridades que respondieron al llamamiento de los alcaldes de Móstoles. Organizó alistamientos de voluntarios, con víveres y armas, y movilizó tropas para acudir al auxilio de la Corte.
En 1822 se produjo la división definitiva de la provincia de Trujillo en las de Cáceres y Badajoz y Trujillo se constituyó en municipio constitucional perteneciente en la división territorial de 1833 a la nueva provincia de Cáceres, en la región de Extremadura. En el censo de 1842 contaba con 110 hogares y 6026 vecinos.
En 1846 se produjo el primer intento de hacer que el ferrocarril pasara por Trujillo, cuando se creó la compañía Camino de Hierro Central de España, cuyo objetivo era unir por tren Madrid con Portugal. El proyecto de esta compañía de unir Toledo y Mérida pasando por Trujillo fracasó por su inconcreción y falta de apoyo económico. Posteriormente se hicieron otros estudios, también sin resultado como el proyecto que realizó en 1853 el ingeniero francés Vissocqse. En 1858 se autorizó al marqués de la Conquista para efectuar estudios de un ferrocarril que uniera Trujillo con la línea que va de Alcázar de San Juan a Portugal. En 1887, casi treinta años más tarde, se autorizó a Agrimiro Blay para realizar un estudio para unir Logrosán y Cáceres pasando por Trujillo. Este último proyecto parecía al principio exitoso, pues en 1890 se sancionó una ley que permitía la construcción de esta línea, con un ramal que iría a Montánchez, aunque tampoco se llevó a cabo.
En los años 1880 el espacio urbanístico creció, con paseos y rondas de nueva creación. Además se crearon en esa década varias instituciones como el Asilo de Ancianos, situado en el Palacio de los Duques de Noblejas, el Colegio Preparatorio Militar para el ingreso en las academias militares, que fue inaugurado en 1888 y el colegio de las Carmelitas de la Caridad, fundado por María de la Paz Orellana. En 1898 se trasladó el Ayuntamiento, desde la antigua casa consistorial hasta la Casa de Comedias, que es su ubicación actual. En 1899 se estableció el suministro canalizado de agua potable.

#### SigloXX
En los primeros años del siglo XX se siguió intentando que el ferrocarril llegara a la ciudad. Se hicieron proyectos para unir Trujillo con Cáceres, Logrosán y Miajadas. En 1925, durante la dictadura de Primo de Rivera, el Gobierno proyectó una línea que uniría Cáceres con Ciudad Real pasando por Trujillo y Herrera del Duque. El 18 de abril se realizó en Trujillo una asamblea en la cual representantes de varios municipios de las provincias de Cáceres, Badajoz y Ciudad Real determinaron que era necesaria la construcción de una línea de Cáceres a Ciudad Real, pero que dicha línea debía pasar por Almadén. Otro proyecto ferroviario que habría transitado por la zona, la línea Talavera de la Reina-Villanueva de la Serena, no llegó a completarse y, finalmente, quedó abandonado. Pese a la gran cantidad de proyectos, finalmente Trujillo no consiguió tener ferrocarril, aunque a principios de siglo XXI sigue habiendo propuestas para construirlo.
Durante el siglo XX, la ciudad pasó a ser un centro comarcal de servicios y se desarrolló el turismo en la ciudad. La agricultura continuó teniendo un importante papel. Bajo el régimen franquista el Servicio Nacional del Trigo promovió la construcción en el municipio de instalaciones para el almacenamiento del grano, levantándose un silo que entraría en servicio en 1951. Un segundo silo se levantaría dos décadas después.

## Demografía
Trujillo cuenta con una población de 8619 habitantes (INE 2024).
| Gráfica de evolución demográfica de Trujillo entre 1842 y 2021                                                      |
| |
| Población de derecho según los censos de población del INE Población de hecho según los censos de población del INE |

Distribución por nacionalidadd
En el padrón de 2018, 379 de los 9193 habitantes del municipio eran extranjeros. Entre estos, había 70 rumanos, 39 colombianos, 26 marroquíes y el resto de otras nacionalidades.
Distribución territorial
La población de Trujillo está repartida entre el núcleo urbano principal, los arrabales y la población rural. El Instituto Nacional de Estadística proporciona los datos divididos en Trujillo (ciudad), que incluye los habitantes del núcleo principal y Huertas de Ánimas; Trujillo (diseminados) con los datos de la población rural; Belén; Huertas de la Magdalena y Pago de San Clemente. La población se ha distribuido de la siguiente forma:
| Localidad               | 2002 | 2005 | 2008 | 2011 | 2014 | 2017 | 2020 |
| ----------------------- | ---- | ---- | ---- | ---- | ---- | ---- | ---- |
| Trujillo (ciudad)       | 8803 | 8960 | 9207 | 9033 | 9003 | 8761 | 8434 |
| Trujillo (diseminados)  | 104  | 159  | 131  | 100  | 126  | 81   | 82   |
| Belén                   | 366  | 361  | 326  | 296  | 273  | 276  | 257  |
| Huertas de la Magdalena | 109  | 123  | 126  | 126  | 91   | 95   | 92   |
| Pago de San Clemente    | 74   | 69   | 70   | 68   | 65   | 61   | 47   |
| Total                   | 9456 | 9672 | 9860 | 9623 | 9558 | 9274 | 8912 |

## Administración y política

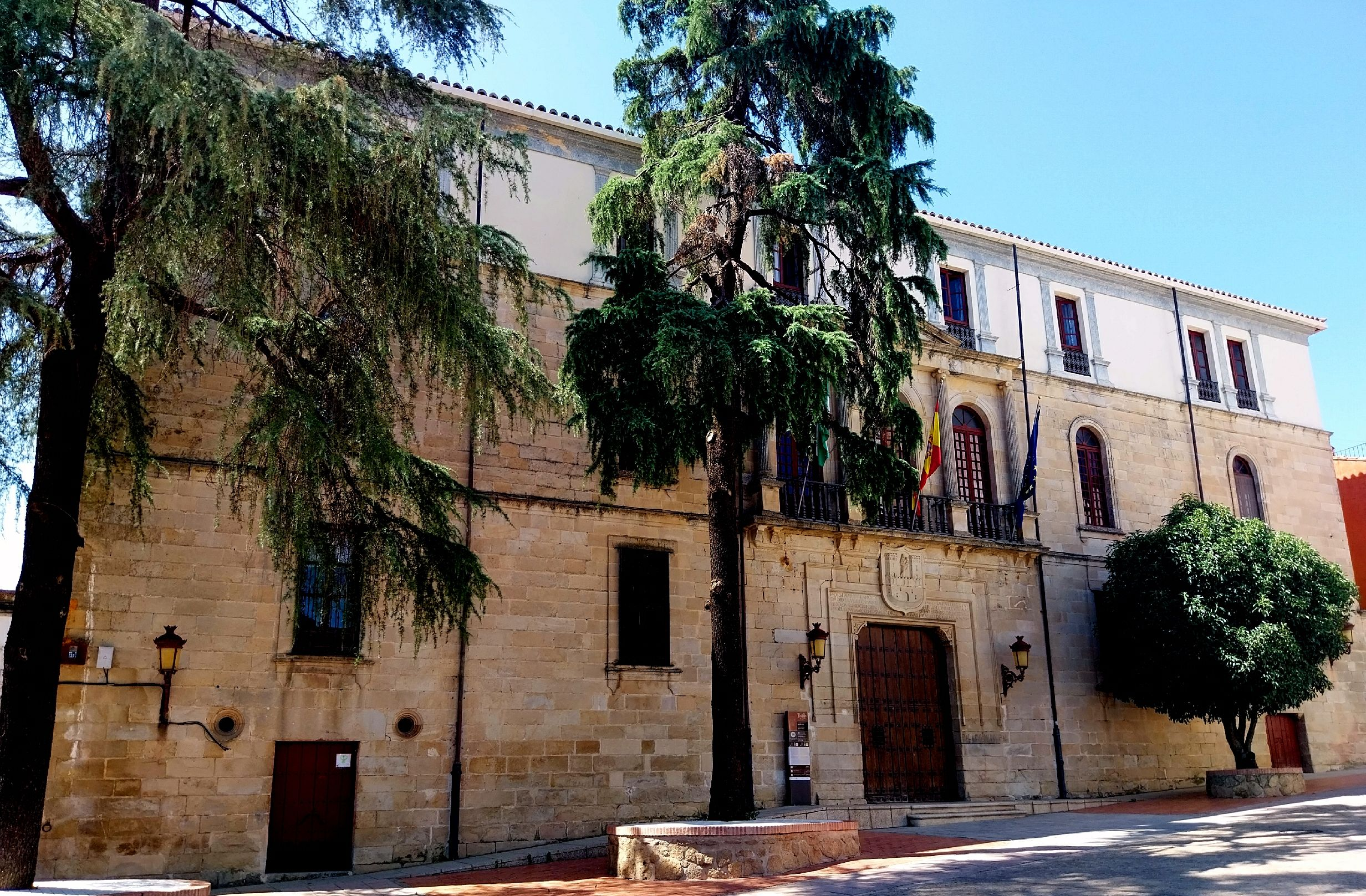
Palacio municipal, Ayuntamiento de Trujillo

### Gobierno municipal
El Ayuntamiento de Trujillo está formado por 13 concejales. En la siguiente tabla se muestran los resultados de las elecciones municipales en Trujillo desde 1979.
El número máximo de concejales que ha obtenido una candidatura es 10, récord fijado por UCD en 1979. El número máximo de votos que ha obtenido una candidatura es 3985, récord fijado por la coalición PP-EU en 2011.
| Periodo   | Nombre                    | Partido | Partido                                  |
| --------- | ------------------------- | ------- | ---------------------------------------- |
| 1979-1983 | José Antonio Hueso Hueso  |         | Unión de Centro Democrático (UCD)        |
| 1983-1995 | Benigno Fernández Rubio   |         | Partido Socialista Obrero Español (PSOE) |
| 1995-1996 | Agustín Villanueva        |         | Partido Popular                          |
| 1996-2008 | José Antonio Redondo      |         | Partido Socialista Obrero Español (PSOE) |
| 2008-2011 | Cristina Blázquez Bermejo |         | Partido Socialista Obrero Español (PSOE) |
| 2011-2019 | Alberto Casero Ávila      |         | Partido Popular                          |
| 2019-2023 | José Antonio Redondo      |         | Partido Socialista Obrero Español (PSOE) |
| 2023-act. | María Inés Rubio Díaz     |         | Partido Popular                          |

| Partido político                                                    | 2023  | 2023  | 2023       | 2019  | 2019  | 2019       | 2015  | 2015  | 2015       | 2011  | 2011  | 2011       | 2007  | 2007  | 2007       | 2003  | 2003  | 2003       | 1999  | 1999  | 1999       | 1995  | 1995  | 1995       | 1991  | 1991  | 1991       | 1987  | 1987  | 1987       | 1983  | 1983  | 1983       | 1979  | 1979  | 1979       |
| Partido político                                                    | %     | Votos | Concejales | %     | Votos | Concejales | %     | Votos | Concejales | %     | Votos | Concejales | %     | Votos | Concejales | %     | Votos | Concejales | %     | Votos | Concejales | %     | Votos | Concejales | %     | Votos | Concejales | %     | Votos | Concejales | %     | Votos | Concejales | %     | Votos | Concejales |
| Partido Popular (PP)-Alianza Popular (AP)                           | 46,65 | 2311  | 7          | 36,85 | 1985  | 6          | 54,87 | 2987  | 8          | 64,68 | 3985  | 9          | 42,38 | 2558  | 6          | 29,09 | 1712  | 4          | 39,69 | 2269  | 5          | 45,98 | 2.776 | 6          | 29,66 | 1605  | 4          | 26,99 | 1427  | 3          | 36,45 | 1826  | 5          | –     | –     | –          |
| Partido Socialista Obrero Español (PSOE)                            | 38,64 | 1914  | 5          | 48,86 | 2632  | 7          | 30,73 | 1673  | 4          | 26,67 | 1643  | 3          | 44,35 | 2677  | 6          | 50,63 | 2980  | 7          | 54,68 | 3126  | 8          | 35,56 | 2147  | 5          | 47,84 | 2589  | 7          | 55,20 | 2919  | 8          | 50,79 | 2544  | 7          | 24,34 | 1087  | 3          |
| Podemos-Izquierda Unida (IU)-Partido Comunista de España (PCE)      | 7,59  | 376   | 1          | 5,68  | 306   | 0          | 12,29 | 669   | 1          | 7,63  | 470   | 1          | 9,10  | 549   | 1          | 8,38  | 493   | 1          | 3,15  | 180   | 0          | 13,93 | 841   | 2          | 13,49 | 730   | 1          | –     | –     | –          | –     | –     | –          | –     | –     | –          |
| Agrupación Independiente de Trujillo (AIT)                          | –     | –     | –          | –     | –     | –          | –     | –     | –          | –     | –     | –          | –     | –     | –          | 10,40 | 612   | 1          | –     | –     | –          | –     | –     | –          | –     | –     | –          | –     | –     | –          | –     | –     | –          | –     | –     | –          |
| Centro Democrático y Social (CDS)-Unión de Centro Democrático (UCD) | –     | –     | –          | –     | –     | –          | –     | –     | –          | –     | –     | –          | –     | –     | –          | –     | –     | –          | –     | –     | –          | –     | –     | –          | 8,41  | 455   | 1          | 16,43 | 869   | 2          | 3,63  | 182   | 0          | 75,66 | 3379  | 10         |
| Grupo Independiente de Trujillo (GIT)                               | –     | –     | –          | –     | –     | –          | –     | –     | –          | –     | –     | –          | –     | –     | –          | –     | –     | –          | –     | –     | –          | –     | –     | –          | –     | –     | –          | –     | –     | –          | 9,12  | 457   | 1          | –     | –     | –          |

### Mancomunidad Comarca de Trujillo
Trujillo es la capital de la mancomunidad Comarca de Trujillo, una mancomunidad con competencias en diversos asuntos como, por ejemplo, abastecimiento de agua potable, gestión de actividades deportivas o recogida de residuos sólidos urbanos. La mancomunidad está incrita en el Registro de Entidades Locales desde 2006 y tiene su sede en la calle Fray Jerónimo de Loaysa de Trujillo. Cuenta con 14 municipios asociados.

### Justicia

Partido judicial de Trujillo

Trujillo es la capital de su propio partido judicial, del que forman parte 22 municipios del sureste de la provincia de Cáceres. El partido se creó como partido judicial contemporáneo en 1834, tras la caída del Antiguo Régimen, con 19 municipios. Con el tiempo, a los 19 municipios originales se sumaron Conquista de la Sierra, Garciaz y Herguijuela, que originalmente habían sido incluidos en el partido judicial de Logrosán.
La sede de la administración judicial del partido está en Trujillo. En la plaza Mayor se encuentran los juzgados de primera instancia e instrucción y la sede del Registro Civil.

### Organización territorial

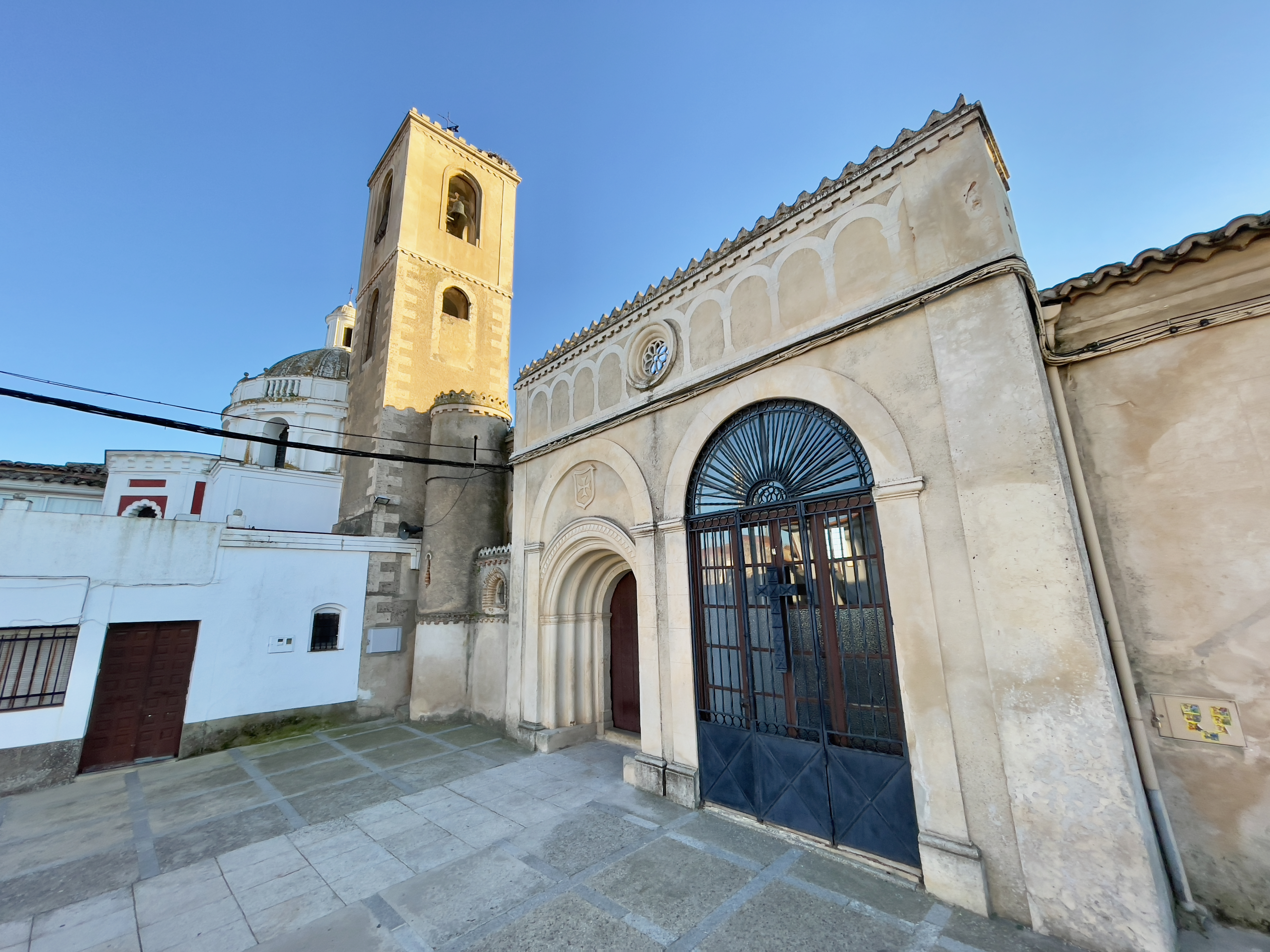
Fachada de la iglesia de Huertas de Ánimas, mostrándose la diversidad de estilos que la caracteriza

La ciudad está organizada en un núcleo principal y otros cuatro adicionales: Belén, Huertas de Ánimas, Huertas de la Magdalena y Pago de San Clemente.
Esta pluralidad de núcleos de población no es consecuencia de los planes del Instituto Nacional de Colonización como ocurre en otros lugares de la provincia, sino que estos arrabales ya existían y pertenecían al municipio de Trujillo en el siglo XIX, pues fueron mencionados como tales en el diccionario de Madoz.
Ninguno de ellos tiene el estatus de entidad local menor, por lo que todo el término municipal está directamente administrado por el Ayuntamiento. No obstante, en todos ellos se han constituido asociaciones de vecinos, que se encargan de hacer llegar al ayuntamiento peticiones colectivas y de organizar diversas actividades culturales.
Estas asociaciones existían ya a mediados del siglo XX, y en Belén fueron muy importantes para conseguir que llegase el suministro de agua potable y electricidad a la zona.
Diseminados por el extenso término municipal de Trujillo existen, por otro lado, numerosos despoblados como los de Solanilla de Bote, Arcabuces, Casa de Don Lucas, Centenera, Muleto y Santa María del Carrascal, así como numerosos cortijos como el de Carrascal, Las Alberguerías o Casillas.

## Economía

### Sector primario
Debido al gran tamaño de su término municipal, en Trujillo es importante el sector primario. Las condiciones físicas generales del término municipal explican en gran medida los usos básicos del suelo y las diferentes formas de ocupación del espacio, que van desde la agricultura tradicional de carácter extensivo en bancales, hasta la actividad agrícola intensiva y moderna sin olvidar el aprovechamiento ganadero extensivo y como zona de invernada de ganados ovinos trashumantes de localidades más norteñas.
Según el censo agrario de 2009, en dicho año había en la ciudad 324 explotaciones agrícolas, las cuales ocupaban una superficie agrícola utilizada de 42 090,06 hectáreas y una superficie total de 48 092,82, lo cual suponía aproximadamente dos tercios de la superficie municipal.
En cuanto a la ganadería, en 2009 y según dicho censo, destacaban las explotaciones bovinas, que en el término formaban un total de 180 explotaciones con más de 20 000 animales, así como los ovinos, con 130 explotaciones con más de 80 000 animales. También tenían cierta importancia los porcinos, los equinos, los caprinos y las aves. El ganado trujillano está incluido en varias indicaciones geográficas protegidas, como Carne de Ávila, referida a la carne de ganado vacuno de la raza Avileña-Negra ibérica y el descendiente de su primer cruce con la raza charolesa y limousin, Cordero de Extremadura y Ternera de Extremadura. También se cría ganado porcino, en su mayoría de raza ibérica que pasta en las dehesas que rodean la ciudad.

### Sector secundario
Según datos de 2013, en Trujillo había 83 empresas relacionadas con la construcción y 65 empresas industriales. La mayor parte de ellas pertenecen al sector agroalimentario, siendo este de capital importancia para la población. Destacan de entre todas ellas, por su tamaño y su número de empleados, la fábrica de Navidul Extremadura S.A., en la que se elaboran jamones y paletillas de cerdo ibérico que se venden en todo el mundo, y la fábrica de Ovino del Suroeste Sdad. Coop. Ltda (antes Copreca) en la que se elaboran productos de Corderex (Cordero de Extremadura). Pero no sólo en estas grandes fábricas se elaboran estos productos. En Trujillo se encuentran varias pequeñas y medianas empresas como carnicerías, mataderos y secaderos en las que se elaboran embutidos de cerdo ibérico y otros productos cárnicos del ganado de la zona. También hay empresas dedicadas a la producción de queso, algunos bajo la denominación de origen Queso de los Ibores. Destacan las empresas Berrocales Trujillanos S.A., que elabora el queso de pasta blanda La Cabra del Berrocal, característico de Trujillo y Finca Pascualete, que elabora entre otros el queso cumbre de Trujillo. Este sector es de gran importancia para la ciudad, pues cada año se celebra en Trujillo la Feria Nacional del Queso.
En los últimos años, han crecido en importancia las bodegas, pues en Trujillo se elaboran vinos de la denominación de origen Ribera del Guadiana, como los elaborados en las Bodegas Habla. También se elaboran vinos de la IGP Vino de la tierra de Extremadura.
La ciudad cuenta con dos polígonos industriales. El polígono industrial La Dehesilla es el más antiguo, y tiene una superficie de 15,59 Hectáreas. Muy cerca está el polígono industrial Arroyo Caballo, inaugurado en 2005, su superficie es de 29,42 hectáreas. Ambos están situados al norte de la ciudad, junto a la Autovía de Extremadura, a tres kilómetros del centro.

### Sector terciario
En Trujillo se desarrolla una amplia actividad comercial. Según el anuario económico de la Caixa de 2013, es la cabecera de una subárea comercial dentro del área comercial de la capital provincial. En la subárea comercial de Trujillo vivían 25 847 personas según el censo de 2012, lo cual supone que tres quintas partes de la clientela potencial de los comercios trujillanos residía ese año fuera del municipio. Entre estos comercios, en 2013 Trujillo tenía 12 oficinas de entidades de depósito, 103 actividades de restauración y bares, 39 actividades comerciales mayoristas y 272 actividades comerciales minoristas.
El turismo es importante en Trujillo. En 2012, la ciudad fue visitada por turistas procedentes de 77 países. En Trujillo hay más de 30 establecimientos de alojamiento, incluyendo hoteles, hostales, pensiones, apartamentos y casas rurales. También hay más de treinta restaurantes en el municipio.

## Servicios

### Educación
Centros educativos
En Trujillo se encuentran los siguientes centros educativos:
- CEIP Las Américas, centro público de educación infantil y primaria.[95]
- Colegio María de la Paz Orellana, centro concertado de educación infantil, primaria y secundaria.
- Colegio Sagrado Corazón de Jesús de Trujillo, centro privado de educación infantil, primaria, secundaria y bachillerato.
- IES Francisco de Orellana, centro público de educación secundaria, bachillerato y Formación Profesional.
- IES Turgalium, centro público de educación secundaria, bachillerato y Formación Profesional.

En cuanto a la educación secundaria, los IES de Trujillo reciben alumnos de municipios vecinos que no disponen de instituto, siendo los principales lugares de procedencia Aldeacentenera, Deleitosa, Ibahernando, La Cumbre, Plasenzuela, Puerto de Santa Cruz, Robledillo de Trujillo, Ruanes, Santa Ana, Santa Cruz de la Sierra, Santa Marta de Magasca, Torrecillas de la Tiesa y Zorita.
Trujillo es la sede del centro de profesores y recursos de la zona.
Educación superior
Desde el curso 2010-2011, en Trujillo hay una extensión de la Universidad Nacional de Educación a Distancia (UNED), dependiente del centro asociado de Plasencia. Esta extensión tiene su sede en la calleja del Portugués.
Educación musical
La Escuela de Música de Trujillo fue creada en el curso 1988-1989 por iniciativa de la Diputación Provincial de Cáceres. En el curso 2013-2014 oferta clases de saxofón, clarinete, flauta travesera, guitarra, guitarra eléctrica, piano, violín, acordeón, bandurria, laúd, lenguaje musical y coro. La escuela de música tiene su sede en el Conventual de San Francisco.
Educación deportiva
En cuanto a las escuelas deportivas, el Ayuntamiento de Trujillo oferta escuelas de psicomotricidad, escuelas multideportivas, escuelas de iniciación deportiva, escuelas de gimnasia rítmica, clases de actividad física para adultos y para mayores y escuelas de deporte especial.
Otra oferta educativa
La ciudad también cuenta con una universidad popular, la Universidad Popular La Coria, fundada en 1996. En Trujillo también hay un Aula de Educación Permanente para Adultos.

### Sanidad
En la plazuela del Molinillo está ubicado el Centro de Alta Resolución, en el que se ofrecen consultas médicas y servicio de urgencias las 24 horas. En Belén y en Huertas de Ánimas hay consultorios de atención primaria.
El Centro de Alta Resolución sirve para atender las dos zonas de salud del área de salud de Cáceres de las que Trujillo es capital: Trujillo Urbano y Trujillo Rural. Se da servicio a la ciudad y a los siguientes municipios: La Aldea del Obispo, Botija, Conquista de la Sierra, Herguijuela, Ibahernando, Jaraicejo, La Cumbre, Plasenzuela, Puerto de Santa Cruz, Robledillo de Trujillo, Ruanes, Santa Ana, Santa Cruz de la Sierra, Santa Marta de Magasca y Torrecillas de la Tiesa, que disponen de consultorio, y a Madroñera y Aldeacentenera, que disponen de punto de atención continuada.
En cuanto a sanidad privada, en 2010 Trujillo contaba con una consulta médica, un centro de fisioterapia, una clínica podológica, ocho clínicas dentales, dos centros de reconocimiento, dos servicios médicos de empresa, cuatro ópticas, una ortopedia y tres centros polivalentes.

### Seguridad ciudadana
En la ciudad funcionan varios cuerpos y fuerzas de seguridad. La policía local de Trujillo tiene su sede en la avenida Ramón y Cajal. Además, la Guardia Civil tiene en la ciudad una compañía dependiente de la comandancia de Cáceres, en la cual se coordinan tres puestos de la zona. Las competencias municipales sobre prevención y extinción de incendios y protección civil están transferidas a la mancomunidad Comarca de Trujillo. Desde 2014, el Servicio Provincial de Prevención y Extinción de Incendios de la Diputación Provincial de Cáceres tiene en Trujillo un parque auxiliar de bomberos.

### Transporte y comunicaciones

#### Conexiones
Carreteras

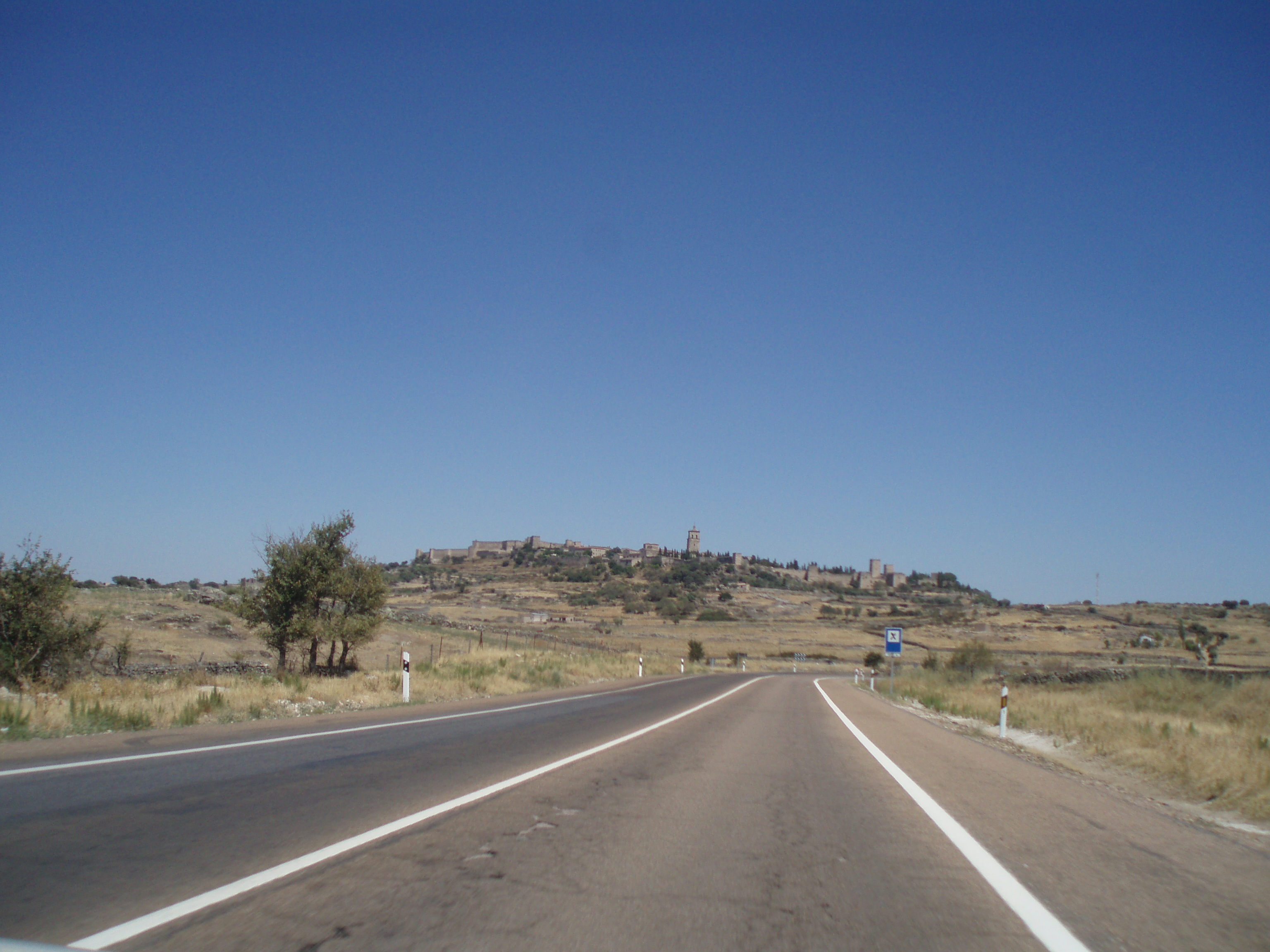
Vista de Trujillo desde la carretera N-521, cerca del regato de las Yeguas

La ciudad está bien comunicada por carretera, pues se sitúa junto a la Autovía del Suroeste, que por el momento es la única autovía que comunica directamente las dos capitales ibéricas, Madrid y Lisboa. Igualmente esta autovía comunica Trujillo con Mérida y Badajoz. Trujillo se sitúa aproximadamente a 250 kilómetros de la capital española y a 375 de la capital portuguesa. El primer tramo de autovía del municipio, que conectó Trujillo con Miajadas, se abrió en 1992, y al año siguiente se abrió el tramo a Jaraicejo. Puesto que hasta 2009 no se abrió totalmente al tráfico la Autovía Trujillo-Cáceres, durante década y media Trujillo fue un lugar de paso obligado para los habitantes de la capital provincial que querían ir a Madrid por autovía.
Frente a las buenas comunicaciones con lugares lejanos, algunas carreteras secundarias están en mal estado, pues la carretera a la La Cumbre apenas tiene arcén (recientemente reasfaltada) y la que une Belén con Torrecillas de la Tiesa ha sido restaurada recientemente en su totalidad.
Actualmente, por Trujillo pasan o se inician las siguientes carreteras:
| Nombre                                                                               | Lugar de entrada                                                                        | Lugares a los que va |
| ------------------------------------------------------------------------------------ | --------------------------------------------------------------------------------------- | --- |
| E-90 A-5 Autovía del Suroeste                                                        | Pasa entre Belén y los polígonos industriales y al oeste de Trujillo sin entrar en ella | Noreste: Belén, Jaraicejo, Navalmoral de la Mata, Talavera de la Reina y Madrid Suroeste: Santa Cruz de la Sierra, Miajadas, Mérida, Badajoz y Lisboa |
| A-58 Autovía Trujillo-Cáceres                                                        | Conecta con la A-5 al norte de Belén                                                    | Oeste: Cáceres En el futuro llegará a Badajoz siguiendo el trazado de la actual N-523                                                                 |
| N-Va Calle de Calvo Sotelo Carretera de Extremadura Carretera de Badajoz             | Pasa por el polígono industrial La Dehesilla y al Sureste de Trujillo                   | Carretera secundaria paralela a la A-5 |
| N-521 Carretera de Trujillo a Valencia de Alcántara Calle de Campillo                | Oeste de Trujillo                                                                       | Oeste: Cáceres, Valencia de Alcántara y Portugal Hasta Cáceres es una carretera secundaria paralela a la [[Autovía A-58\|A-58].                       |
| EX-208 Carretera de Plasencia Avenida de Monfragüe Avenida de la Virgen de Guadalupe | Norte: Huertas de Ánimas Este: A-5 a su paso por Trujillo.                              | Noroeste: Huertas de Ánimas, La Aldea del Obispo, Torrejón el Rubio y Plasencia Sureste: Pago de San Clemente, Herguijuela y Zorita                   |
| EX-381 Carretera de La Cumbre                                                        | Suroeste de la ciudad                                                                   | Suroeste: La Cumbre, Ruanes, Torre de Santa María y Montánchez                                                                                        |
| Carretera de Aldeacentenera                                                          | Belén                                                                                   | Este: lleva a la carretera que une Aldeacentenera y Torrecillas de la Tiesa                                                                           |

Autobús interurbano

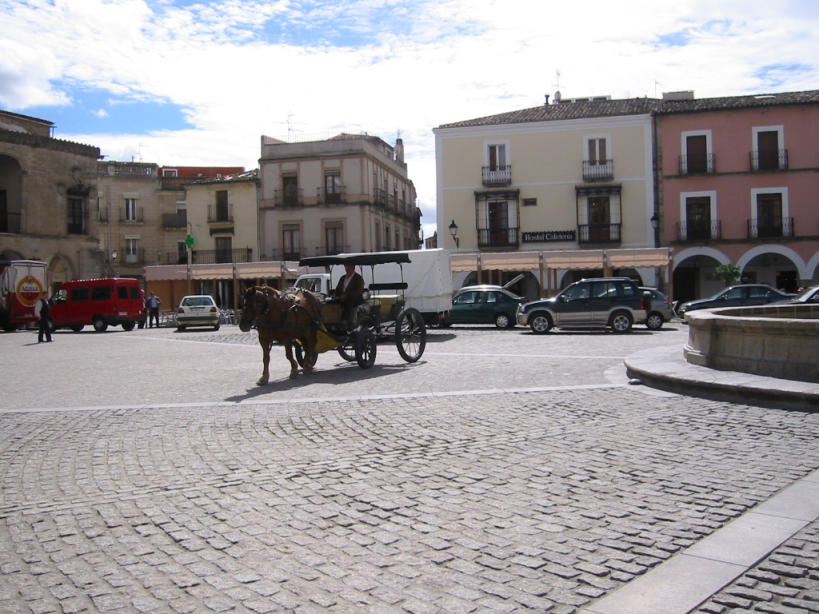
Carruaje pasando por la plaza Mayor

La primera línea de autobús interurbano de España, fundada por la sociedad trujillana Artaloytia Sánchez y Cortés, unía Trujillo con la ciudad de Cáceres y realizó su primer viaje el 15 de diciembre de 1907. El vehículo, matriculado como CC-4, disponía de ocho asientos.
En la actualidad, Trujillo cuenta con una estación de autobuses. Las empresas que operan en ella son Auto-Res, ALSA y Mirat. Las rutas de Auto-Res conectan Trujillo con Barcelona, Badajoz, Madrid, Montánchez y Lisboa, entre otras localidades. Los de ALSA conectan con Salamanca, Valladolid y el País Vasco. Los de Mirat conectan la ciudad con localidades cercanas como Cáceres y Guadalupe. También con el Pago de San Clemente.
En 2015 se inauguró la nueva estación de autobuses de Trujillo situada junto al silo.

#### Transporte urbano
Autobús urbano
El municipio dispone de servicio de autobús urbano con una línea pensada para conectar el núcleo principal con los arrabales y facilitar que las personas de edad avanzada puedan realizar sus gestiones sin dificultades. Esta ruta tiene origen y fin de trayecto en Huertas de Ánimas. Los autobuses cuentan con 33 plazas (14 asientos y 19 de pie). El servicio está disponible los días laborables. Existe la posibilidad de obtener un abono anual por 6 euros para residentes. En 2014 se abrió una nueva línea para facilitar a los estudiantes el acceso a los centros educativos.
Vehículo privado
El municipio contaba en 2012 con 6807 vehículos de motor, de los cuales 4572 eran automóviles, 1228 camiones y furgonetas, y 984 correspondían a otro tipo de vehículos. En el polígono industrial La Dehesilla hay un punto de inspección técnica de vehículos, dependiente de la Consejería de Fomento de la Junta de Extremadura.

## Patrimonio
Trujillo cuenta con un destacado conjunto monumental. El conjunto urbano de la ciudad está declarado bien de interés cultural desde 1962, y en distintos momentos han sido incluidos a título individual en la lista de bienes de interés cultural seis monumentos trujillanos: el castillo, la iglesia de Santa María la Mayor, el palacio de la Cadena, el palacio de la Conquista, el palacio de Juan Pizarro Orellana y el palacio de San Carlos. Además, son candidatos al título de bien de interés cultural el palacio de Chaves el Viejo y la plaza de toros.
La ciudad de Trujillo presentó en octubre de 2008 una candidatura conjunta con Plasencia, el parque nacional de Monfragüe y la dehesa extremeña para conseguir la declaración de Patrimonio de la Humanidad que otorga la Unesco. La candidatura fue incluida en octubre de ese mismo año por el Consejo Nacional de Patrimonio Histórico en la lista indicativa de lugares que optan a dicho nombramiento. Sin embargo, en julio de 2009 el Consejo de Patrimonio Histórico decidió que la candidata española a dicha consideración sería la sierra de Tramontana.
Trujillo es actualmente miembro de la Asociación Los Pueblos Más Bonitos de España desde el año 2024, recuperando esta catalogación que perdió en el año 2020. Trujillo fue miembro de esta asociación de 2016 a 2020. 

### Plaza Mayor

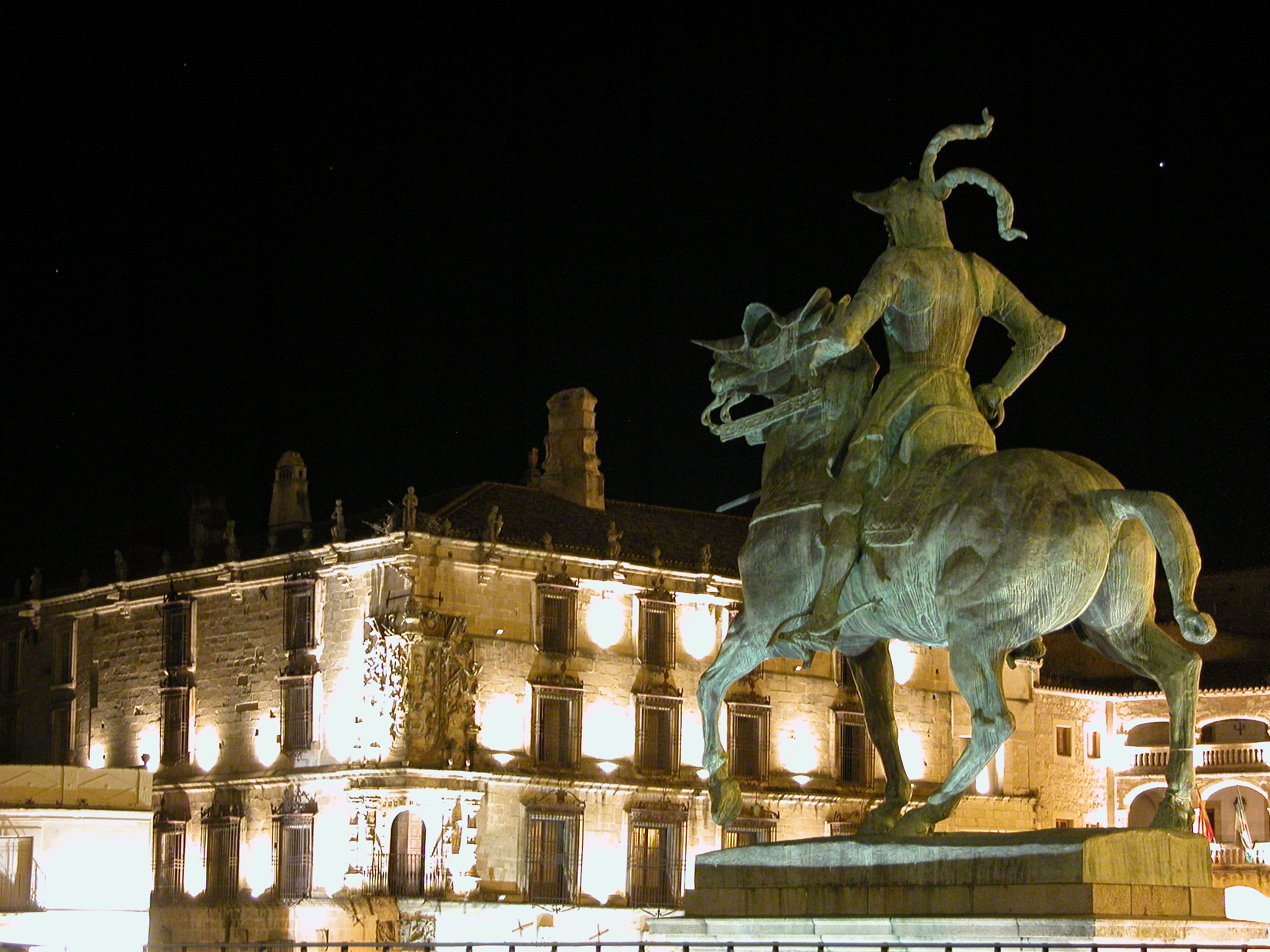
La plaza Mayor de noche

La plaza Mayor, de forma rectangular, estilo renacentista y rodeada por soportales en gran parte, es el lugar más conocido de Trujillo. En ella se encuentra la famosa estatua ecuestre de Francisco Pizarro. En sus orígenes, esta plaza era ocupada por arrabales, artesanos y comerciantes. Posteriormente, en ella se construyeron palacios y casas señoriales que convirtieron a esta plaza en el lugar central de la vida en la ciudad a partir del siglo XVI.
En la actualidad, en buena parte de la plaza se encuentran negocios de hostelería como bares o restaurantes. También la plaza alberga la oficina de información turística, así como comercios destinados al turismo.

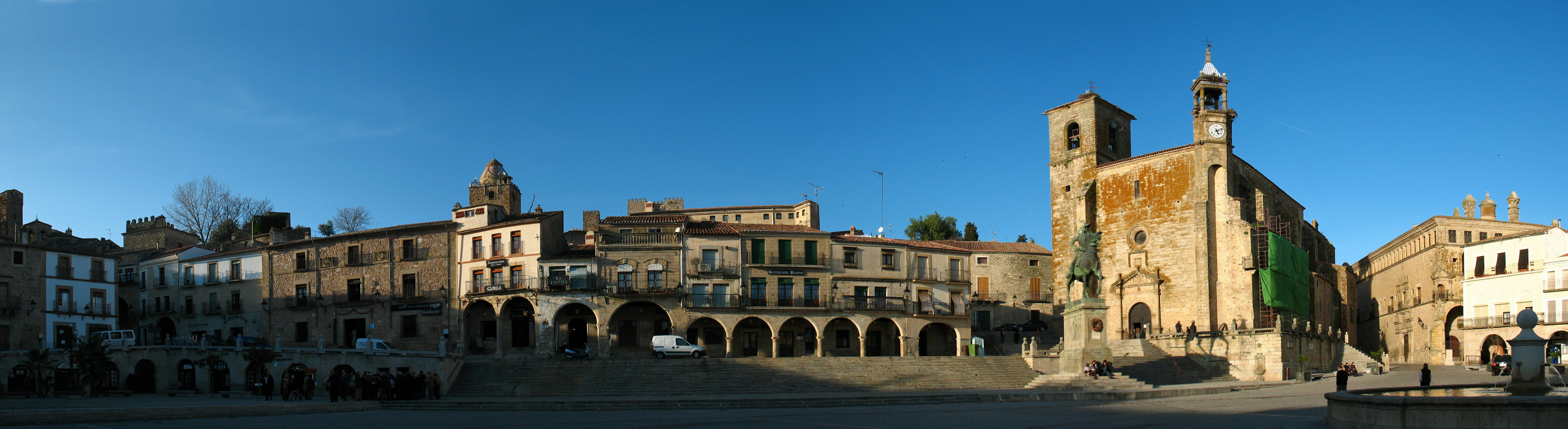
Panorámica de la plaza Mayor

### Monumentos religiosos

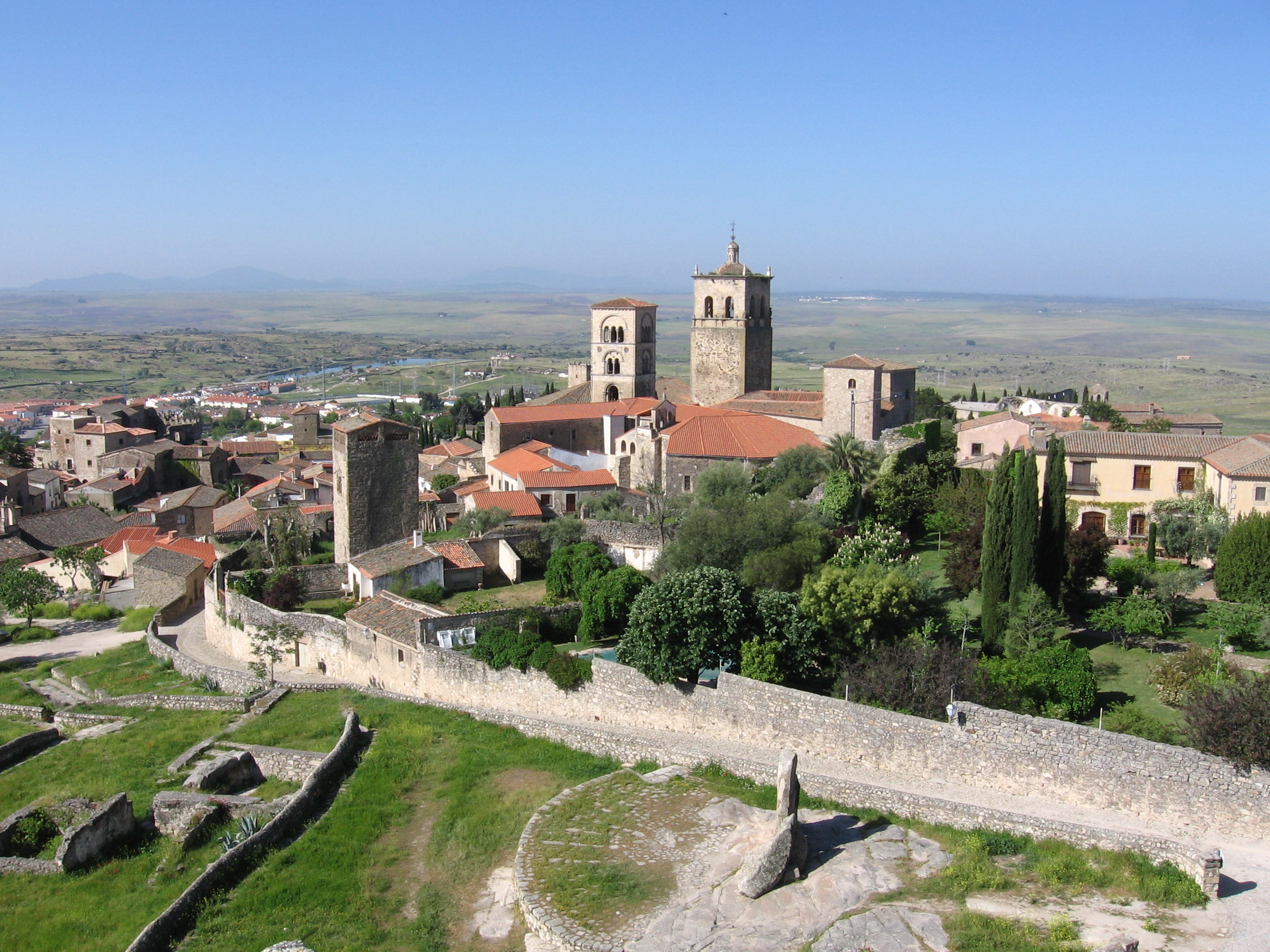
Santa María la Mayor

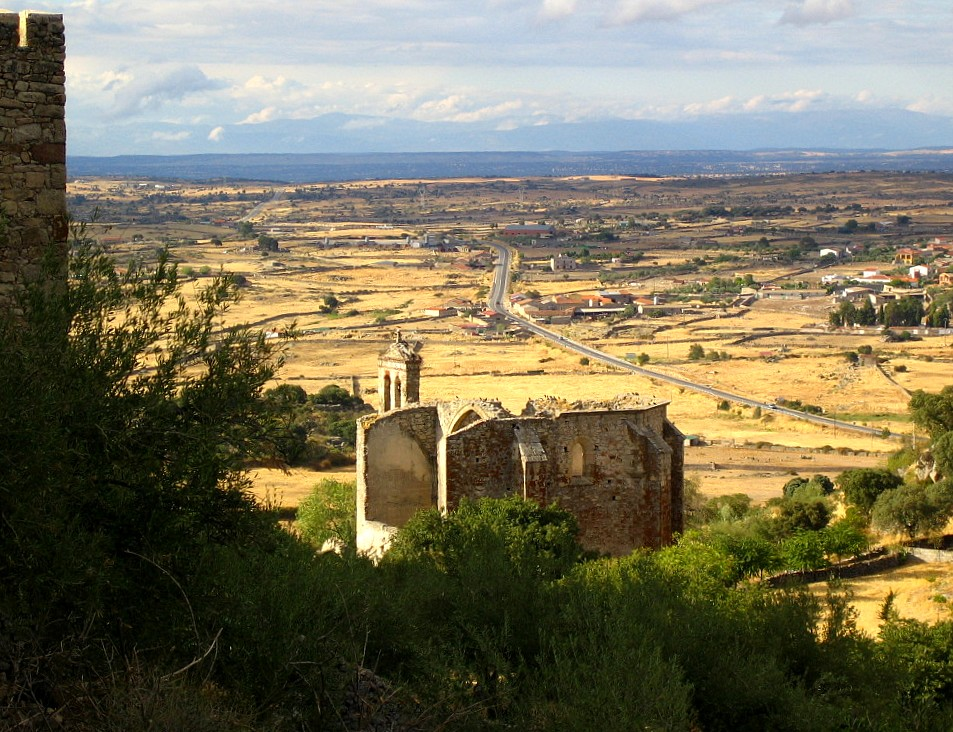
Ruinas de la iglesia de Santo Domingo

La ciudad de Trujillo pertenece a la diócesis de Plasencia desde la fundación de esta diócesis a finales del siglo XII. La villa de Trujillo fue mencionada como parte del territorio diocesano en la bula fundacional de la diócesis del papa Clemente III. En la ciudad hay tres iglesias parroquiales pertenecientes a dicha diócesis: San Martín de Tours, Santa María la Mayor y San Francisco, compartiendo parroquia estas dos últimas. De las tres iglesias, la más destacada es la de Santa María la Mayor, construida sobre un edificio románico de finales del siglo XIII cuya torre oriental románica aún se conserva. La de San Martín de Tours, situada en la plaza Mayor, se construyó en el siglo XVI sobre un edificio medieval destruido en la guerra de sucesión castellana.
Además de las tres iglesias parroquiales de la ciudad, hay una iglesia parroquial en cada uno de los cuatro arrabales: la iglesia de Belén en Belén, la de San José en Huertas de Ánimas, la de Santa María Magdalena en Huertas de la Magdalena y la de San Juan Bautista en Pago de San Clemente.
Junto a las iglesias parroquiales, hay también iglesias que no se usan como parroquias. Un ejemplo es la iglesia de la Vera Cruz, construida en el siglo XIII y en desuso desde que fue parcialmente destruida en la Guerra de la Independencia.
Además de las iglesias, la ciudad alberga varios conventos construidos principalmente entre los siglos XV y XVI, la mayoría de los cuales tiene una iglesia propia: San Pedro y Santa Isabel, Santa Clara, San Miguel, San Antonio, la Merced, los Dominicos y la Caridad. El convento de Santa Clara destaca por albergar el parador de turismo de Trujillo. Además, la citada iglesia parroquial de San Francisco fue un convento franciscano. A todos estos conventos hay que sumar el monasterio de San Francisco el Real de la Coria, un edificio del siglo XV que actualmente alberga la sede de la fundación Xavier de Salas.
En la ciudad también hay ermitas. Un ejemplo es la ermita de San Lázaro, de finales del siglo XV. En la lista roja de Hispania Nostra aparece una ermita en grave riesgo de desaparición, la ermita de Santa Ana, que fue construida en el siglo XVIII y está actualmente muy afectada por el botellón. No es el único edificio religioso en dicha lista de monumentos en peligro, ya que también figura la casa rectoral de Santa María, un edificio plateresco del siglo XVI que se ha convertido en un vertedero de basura.

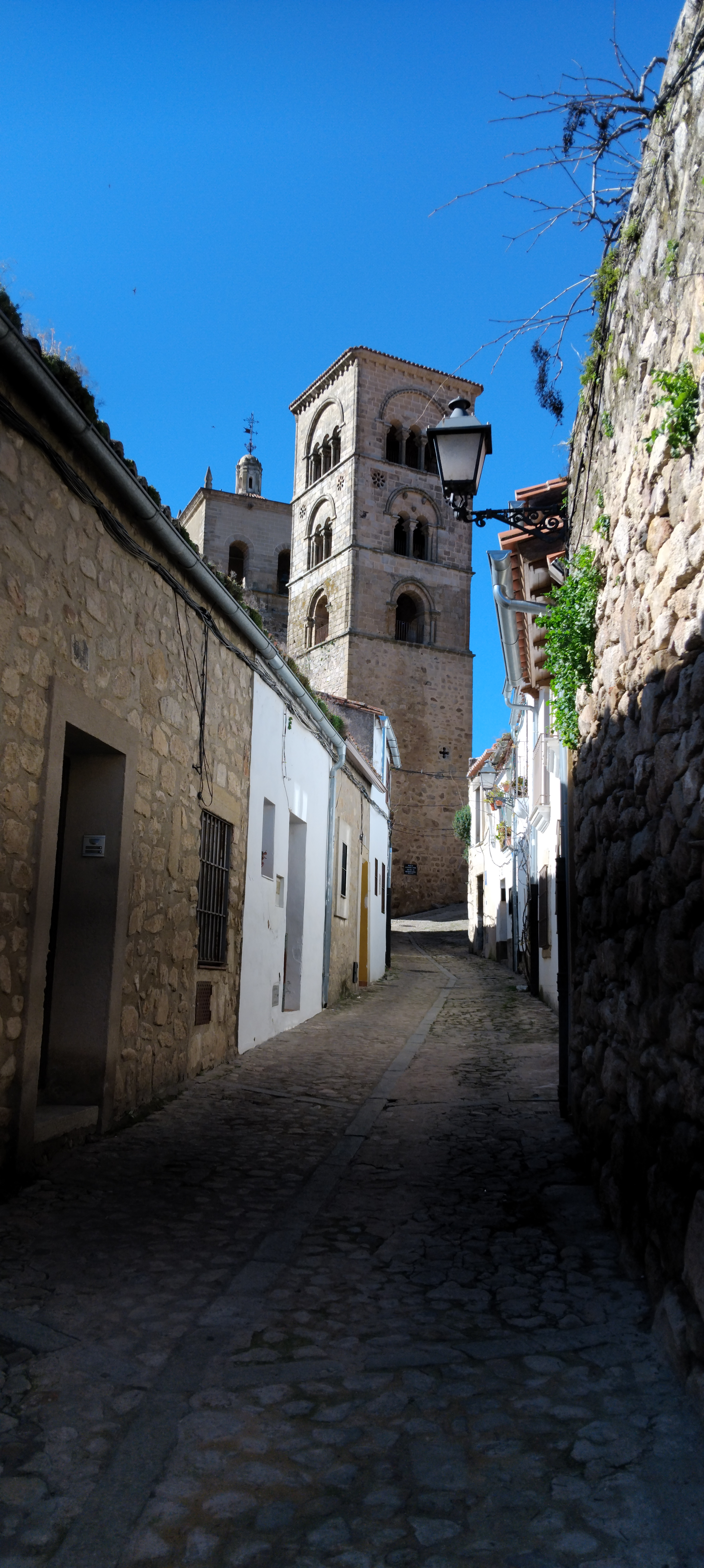
iglesia de Santa María la Mayor (edificio en Trujillo) Trujillo. Febrero de 2025

### Monumentos militares

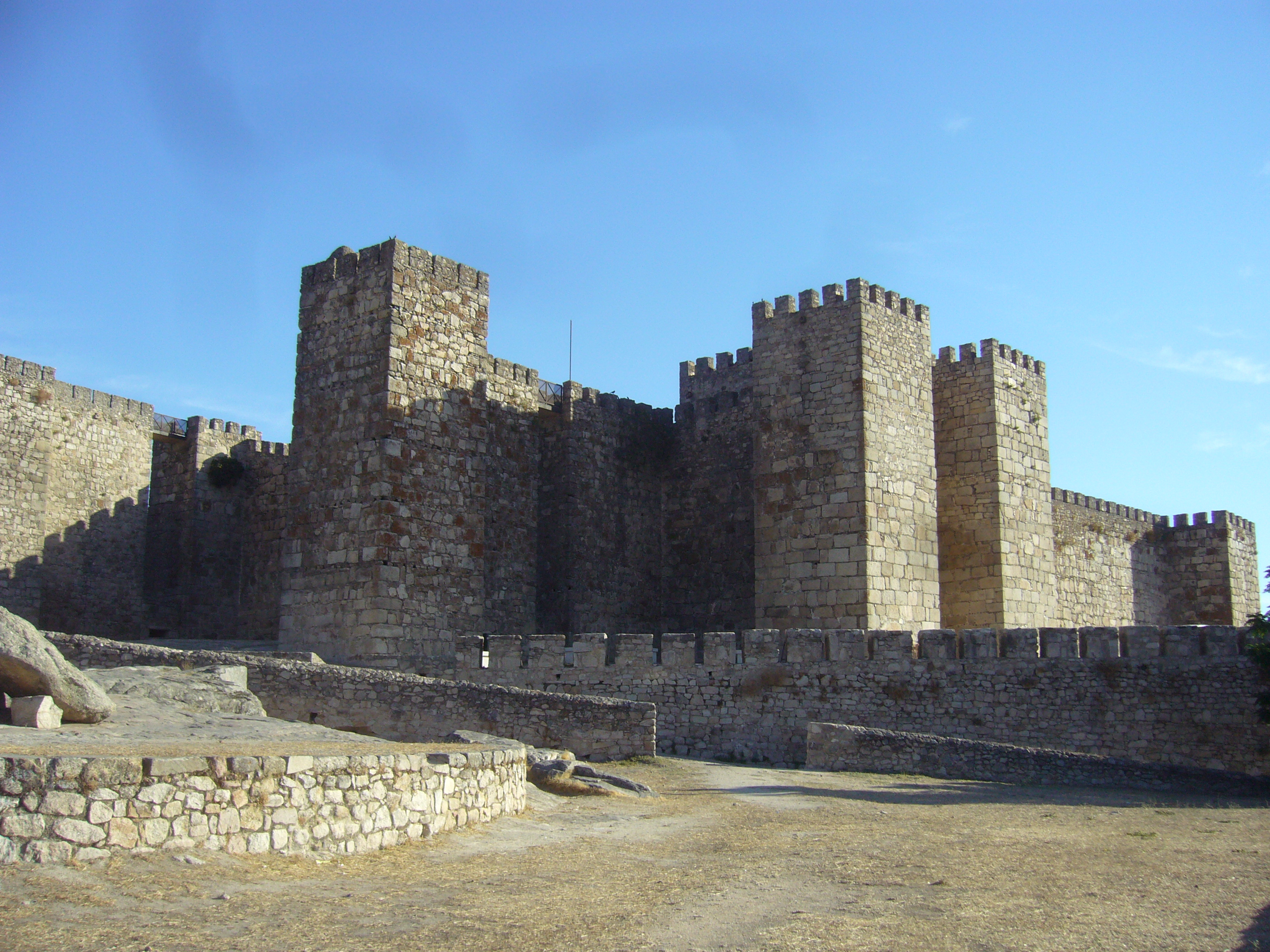
Castillo de Trujillo

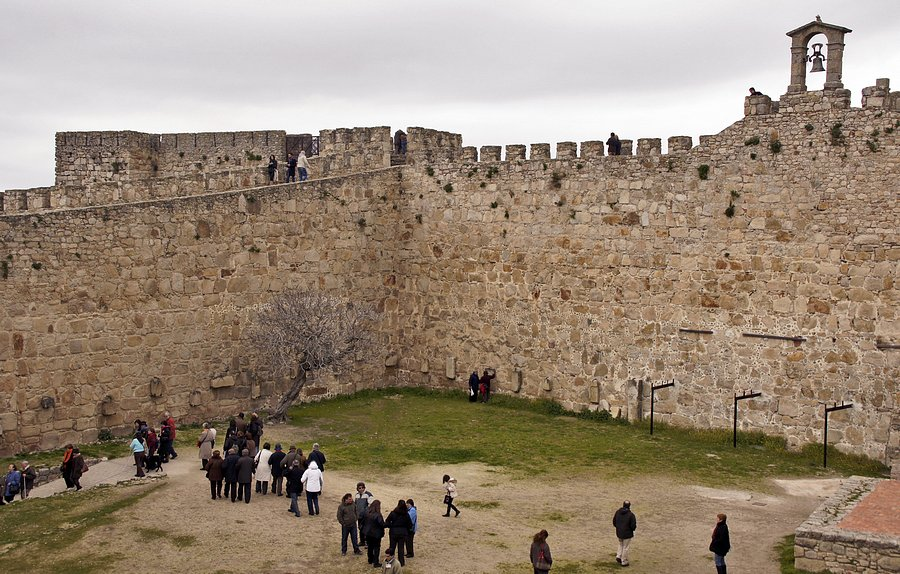
Interior del castillo

El castillo de Trujillo es una fortaleza construida en su mayor parte durante el dominio musulmán del lugar, entre los siglos IX y X. Se sitúa en lo alto de un cerro dentro de la penillanura, lo cual permite que pueda ser visto desde muchos kilómetros a la redonda. La fortaleza ha sido reformada en varias ocasiones a lo largo de la historia, como la reforma del muro en el siglo XIV, la construcción de una barrera fortificada con un foso en el siglo XV y varias restauraciones en el siglo XX. Alberga en su interior dos aljibes árabes, uno de dos naves y otro con más de dos, ambos cubiertos con bóveda de medio cañón.
La murallas de Trujillo están construidas en sillería y mampostería, con algunas torres y almenas. Originalmente poseía siete puertas, pero actualmente se conservan cuatro: las de San Andrés, Santiago, de Coria y del Triunfo. Dichas puertas fueron reformadas en los siglos XV y XVI. También quedan diecisiete torres con forma rectangular. El espacio que queda dentro del recinto amurallado es conocido como el barrio viejo de la villa.

### Palacios y casas fuertes

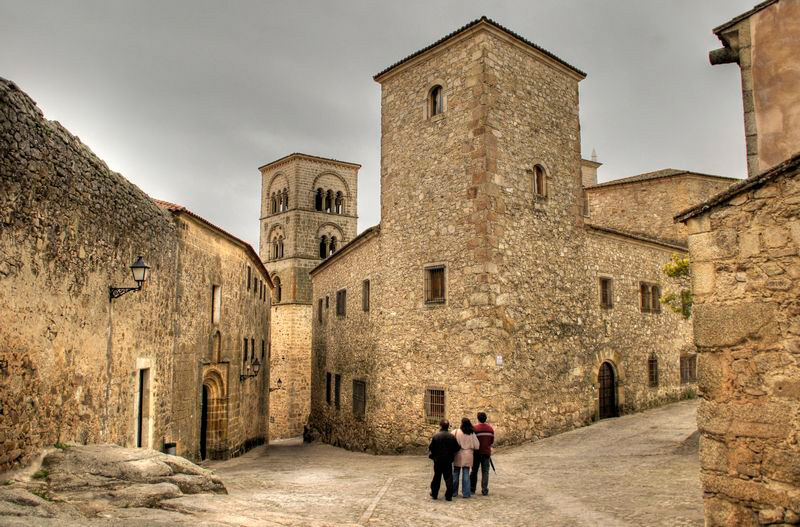
Calle típica de Trujillo. Al fondo la Torre Julia

- Palacio de los Marqueses de la Conquista
- Palacio de los Orellana-Pizarro
- Palacio de San Carlos
- Palacio del Marquesado de Piedras Albas
- Casa fuerte de los Altamirano
- Palacio de Chaves (Luis de Chaves el Viejo)
- Palacio de Lorenzana
- Casa fuerte de los Escobar
- Casa de los Chaves
- Casa de la Cadena
- Palacio de Santa Marta
- Casa del Peso Real
- Palacio de los Barrantes-Cervantes
- Palacio de Juan Pizarro Aragón
- Palacio municipal o alhóndiga

### Otros monumentos
- Picota o rollo
- Judería
- Puentes de Don Francisco

## Cultura

### Entidades culturales
Museos y espacios expositivos
- Casa-museo de Pizarro

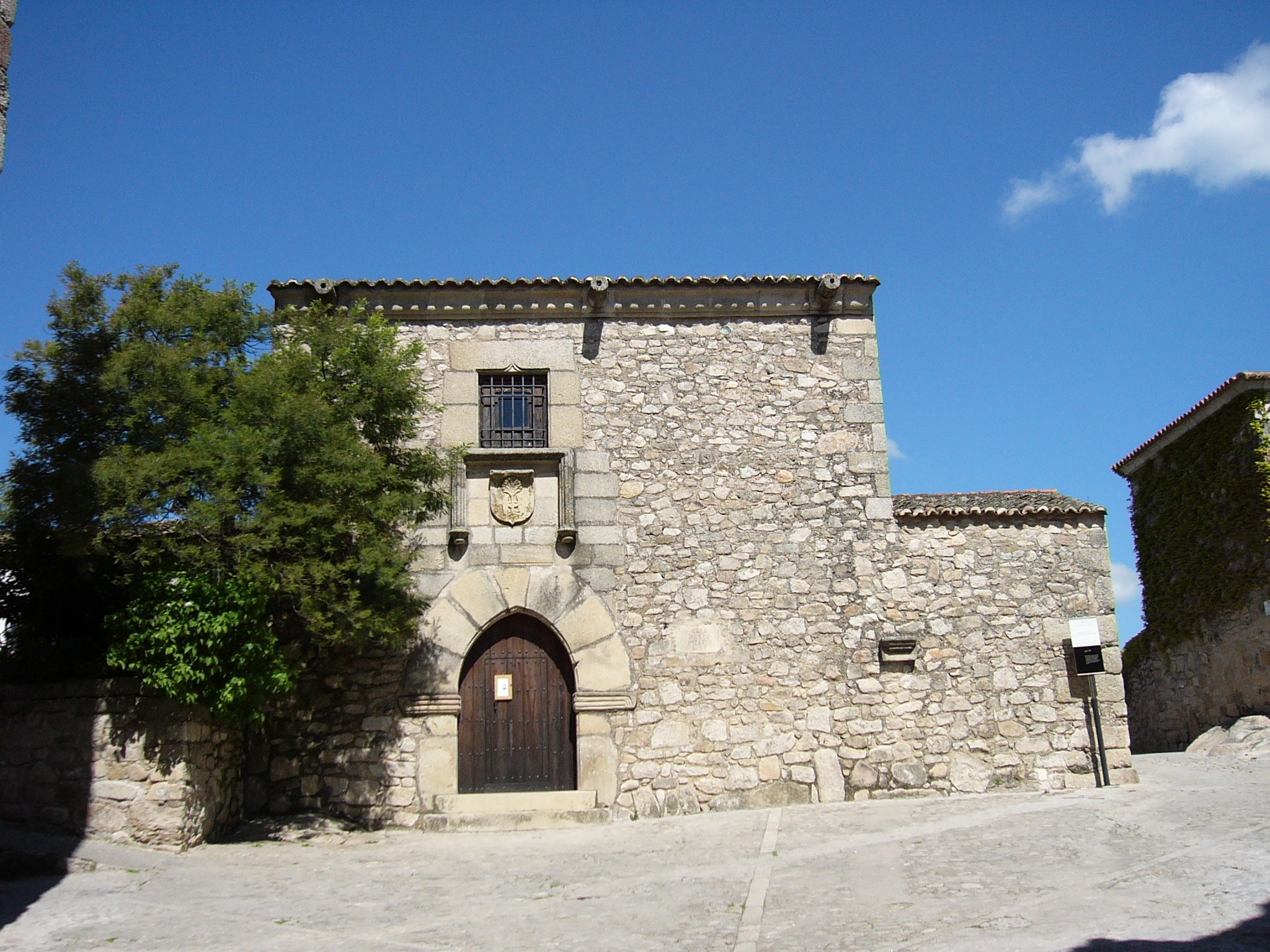
Casa-museo de Pizarro

- Museo de la Coria (Fundación Xavier de Salas)
- Museo del Traje de Enríque Elías
- Museo del Queso y del Vino
- Conventual de San Francisco
- Palacio de los Barrantes-Cervantes
- Museo Rural y Etnográfico José Blanco

Centros de investigación
Se encuentran aquí el Centro Extremeño de Tecnologías Avanzadas (CETA), perteneciente al CIEMAT, y el Centro Extremeño de Investigación, Innovación Tecnológica y Supercomputación (CénitS).
Asociaciones culturales
En Trujillo además tiene su sede la Real Academia Extremeña de las Letras y las Artes.

### Eventos culturales
En la primera semana de mayo se celebra cada año desde 1985 la Feria Nacional del Queso, en la que profesionales del sector se reúnen en la plaza Mayor para ofrecer sus productos queseros. En esta feria se realizan otras actividades como talleres de elaboración de queso para escolares y demostraciones de la elaboración artesanal de un queso. Se celebra también un concurso de catas y se entregan los prestigiosos premios a los quesos de oveja y de cabra de pasta dura y de pasta blanda ganadores. Durante la feria, diferentes restaurantes locales realizan menús en los que el queso es el principal protagonista de todos los platos. De forma complementaria algunos años se celebran festejos taurinos en la plaza de toros.
En septiembre se celebran desde 1971 los Coloquios Históricos de Extremadura, en los que historiadores y aficionados a la Historia comparten sus investigaciones y estudios y conversan sobre ellos.
Desde el año 2011 se celebran anualmente, en el mes de octubre, las Jornadas sobre Extremeños en América en los siglos XVI y XVII, organizadas por la Fundación Obra Pía de los Pizarro. En las jornadas colaboran de forma habitual profesores de historia de la Facultad de Filosofía y Letras del Campus de Cáceres, así como el Centro de Ciencias Humanas y Sociales del CSIC y el Centro Extremeño de Estudios y Cooperación con Iberoamérica.

### Escenario e inspiración para el cine y la TV
Debido al buen estado de conservación de la ciudad, muchas producciones para cine y TV recientes o del siglo pasado la han utilizado como escenario o se han inspirado en ella. Es el caso de la película de 1964 El tulipán negro, protagonizada por Alain Delon, Virna Lisi y Adolfo Marsillach. Ya en el siglo XXI la serie Juego de Tronos eligió Trujillo como escenario, así como la serie de TVE y Prime Video Inés del alma mía. Igualmente ha servido como inspiración para la miniserie de dibujos animados de Pedro Alonso Pablos Cuentos de Trujillo.
Otras obras de ficción que han usado la zona monumental de Trujillo como escenario son las películas 1492: La Conquista del Paraíso, La marrana, La Celestina, La peste y la serie Still Star-Crossed. Por último, la película Gladiator menciona en su versión original que su protagonista procede de cerca de Turgalium, es decir, Trujillo. Sin embargo, en la traducción al español se decidió que la ciudad mencionada fuera Augusta Emerita, Mérida.

### Festividades

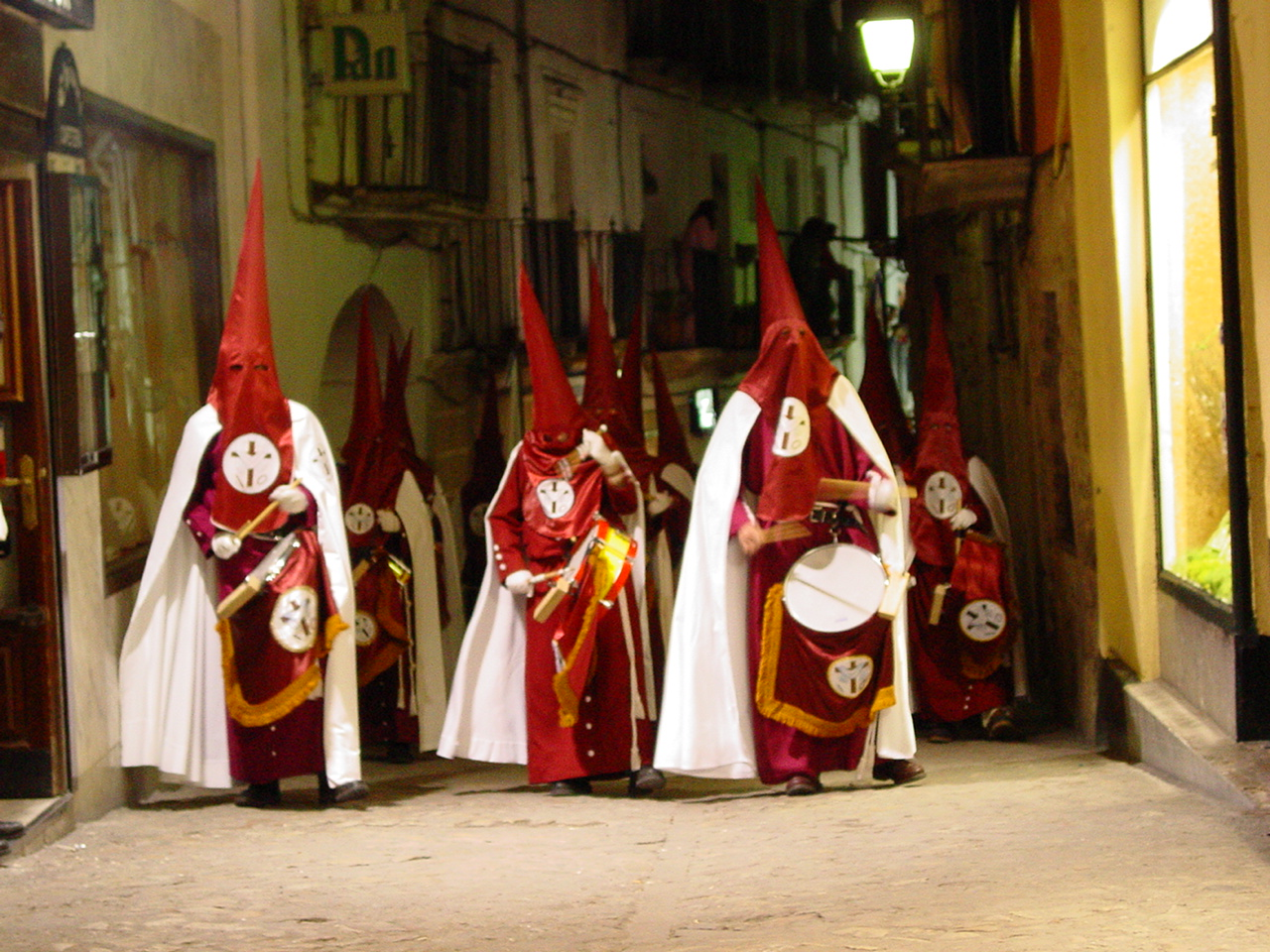
Procesión de la Semana Santa Trujillana

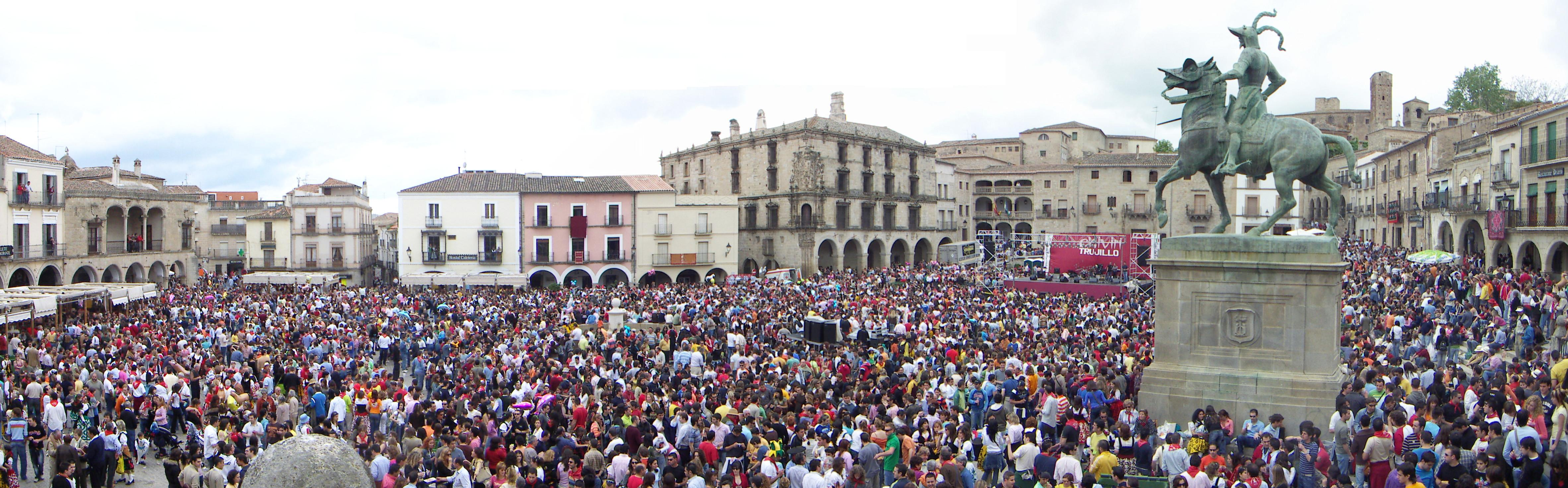
La plaza Mayor durante el Chíviri

A lo largo del año son varios los eventos festivos que tienen lugar en Trujillo.
En Carnaval se celebran los tradicionales encierros y capeas. Los encierros salen de la plaza de toros, recorren las calles Cabreros y San Miguel y suben a la plaza Mayor por la calle Sillerías. También se celebran encierros infantiles con carretones. Esta festividad ha sido recuperada en 2015 por la Asociación Cultural Encierros Plaza Mayor y la colaboración de vecinos y empresas locales.
En primavera se celebra la Semana Santa Trujillana, en la que diferentes procesiones recorren la ciudad y se celebran otras festividades religiosas, como el Vía crucis viviente. Esta termina en el Chíviri, que se celebra el Domingo de Resurrección, en la cual se degusta la comida de la gastronomía popular de la zona y tienen lugar bailes tradicionales con trajes típicos en la plaza Mayor. Tanto la Semana Santa Trujillana como el Chíviri han sido declaradas Fiestas de Interés Turístico de Extremadura.
La primera semana de junio (días 3, 4 y 5) se celebra la Feria. En estos días se instalan atracciones infantiles, casetas y puestos de comida en el recinto ferial.
Entre finales de agosto y principios de septiembre se celebran las fiestas patronales. La festividad gira en torno a una fiesta religiosa en la cual se baja la imagen de la Virgen de la Victoria (patrona de Trujillo) del castillo a la iglesia de San Martín, celebrándose una novena. La fiesta incluye una serie de actos deportivos y culturales que se prolongan durante un mes, incluyendo eventos musicales como el Festival de Música, Danza y Teatro, que se celebra en el Castillo, y festejos taurinos como las capeas.
Otras fiestas destacadas de la ciudad son que tienen lugar en Navidad, como el espectáculo de la plaza Mayor que finaliza la Cabalgata de Reyes el 5 de enero.
También se celebran fiestas en algunos barrios y arrabales de la ciudad. Pago de San Clemente celebra sus fiestas patronales en junio, en honor a San Juan Bautista. Belén, Huertas de la Magdalena y los barrios de La Piedad y La Villa celebran sus fiestas en agosto. Huertas de Ánimas hace lo propio entre finales de septiembre y principios de octubre, en honor a la Virgen del Rosario.

### Gastronomía
Algunos platos típicos de Trujillo son:
- Migas extremeñas
- Frite de cabrito
- Moraga
- Prueba del cerdo
- Landrillas de ternera
- Criadillas de la tierra y espárragos trigueros
- Sopa de obispo con gallina
- Sopa de tomate

Además son elaborados en Trujillo:
- Quesos de la DOP Queso Ibores[82]
- Vinos de la DOP Ribera del Guadiana.[159]
- Vinos de la IGP Vino de la tierra de Extremadura.[89]

### Deporte
En Trujillo existen diversas instalaciones deportivas municipales en las que particulares, clubes y asociaciones pueden practicar deporte. Estas son los campos de fútbol, fútbol 7, frontón, pabellones, piscinas y pistas de tenis y otros deportes. También hay pistas de pádel de gestión privada.
En la ciudad existen en la actualidad los siguientes clubes y asociaciones deportivas: Club de Baloncesto Trujillo, equipo Sénior de baloncesto femenino, Club de Fútbol Trujillo (cuyo equipo superior juega en la categoría de tercera división) la Asociación Deportiva Fútbol Base Trujillo, el equipo Atlético San José de Huertas de Ánimas, el Club de Gimnasia Rítmica, el Club de Tenis, el Club Ciclista, la Escuela Ciclista Francisco Pizarro y asociaciones de personas que practican balonmano, kárate, kick boxing, tiro con arco y tiro al plato.
Anualmente se celebra el Torneo de Tiro con Arco de Trujillo, de alcance nacional, organizado en distintas edades, categorías y niveles.

### Medios de comunicación
Prensa escrita
El periódico regional Hoy cuenta con una edición local en el municipio de Trujillo.
En cuanto a la prensa propia de la ciudad, desde 1908 hasta finales del siglo XX se publicó el semanario independiente La Opinión, realizado íntegramente en Trujillo, desde la redacción hasta la impresión, que se hacía en la imprenta de la plazuela de San Miguel. En 2010 la marca fue recuperada por el actual diario digital La Opinión de Trujillo.
Radio
La única emisora local de radio en la actualidad es Cadena Dial Trujillo, que emite en el 95.5 FM. Antes emitía por esta misma frecuencia Radio Trujillo, emisora asociada a la Cadena SER. Desde 1997 hasta 2014 emitió la emisora municipal Norte Radio Trujillo por el 107.2 FM.
Televisión
En cuanto a la TDT, Trujillo cuenta con sus propios repetidores de televisión, aunque para recibir una cobertura completa es necesario orientar las antenas hacia Montánchez. La ciudad es formalmente sede de una de las ocho demarcaciones de televisión local de la provincia, cuyo ámbito directo se extiende a La Cumbre, Madroñera y Torrecillas de la Tiesa. Sin embargo, en 2013 cesó sus emisiones Comarcalia TV, la única emisión que había obtenido licencia en dicha demarcación, por lo que actualmente Trujillo carece de cualquier canal de TDT local.
En cuanto a la televisión por otros medios, desde 1993 emite TVT Televisión Trujillo, televisión local por cable. Su programación se basa en retransmisiones de eventos locales, magacines de actualidad, tertulias y reportajes. En el canal de YouTube de la extinta emisora Norte Radio Trujillo se publican reportajes sobre eventos y noticias locales, similares a los que solía emitir Comarcalia TV.

## Ciudades hermanadas
Las localidades hermanadas con Trujillo son:
- Almagro (España)
- Arzúa (España)
- Ordizia (España)[176]
- Batalha (Portugal)
- Castegnato (Italia)
- Piura (Perú)
- Santa Fe de Antioquia (Colombia)
- Trujillo (Honduras)
- Trujillo (Perú)
- Trujillo (Venezuela)